# Перестройка
«Перестро́йка» — общее название, используемое для обозначения кардинальных перемен в экономической и политической структуре СССР, инициированных генеральным секретарём ЦК КПСС Михаилом Сергеевичем Горбачёвым в 1985 (де-факто 1987) —1991 годах. Началом перестройки обычно считают апрель 1985 года, однако фактически кардинальные социально-экономические и политические изменения в стране начались с 1987 года, когда на январском пленуме ЦК КПСС перестройка была объявлена новым государственным курсом. Перестройка затевалась как объективно назревшая к середине 80-х годов комплексная реформа советского общества и на начальном этапе (1985—1987) имела некоторые успехи, однако в дальнейшем привела к потере управления страной, экономическому кризису, распаду Советского союзного государства и фактически превращению Страны Советов из единого государства в исторический регион в Восточной Европе, Средней и Центральной Азии, Дальнем Востоке и Сибири с 15 международно признанными и несколькими непризнанными государствами. Перестройка завершила и переосмыслила советскую эпоху и дала начало новой, постсоветской, современной эпохе с её либеральными реформами, частной собственностью, свободным рынком, правами человека, упрощённым визовым режимом, возвратом в некоторых местах к досоветскому, традиционному строю (обществу), пересмотру отношений со странами Востока и Запада, а также США, возрождению религиозной жизни и общин на местах и т. д.
Целью реформ была заявлена всесторонняя демократизация сложившегося в СССР общественно-политического и экономического строя, то есть иными словами переход к «народовластию» (досл. перевод понятия democratia) на местах в самом широком смысле этого понятия. Планы экономических реформ разрабатывались ещё в 1983—1984 годах по поручению генерального секретаря ЦК КПСС Юрия Владимировича Андропова.
Впервые необходимость совершенствования существовавшей экономической системы — так называемого Ускорения — была провозглашена М. С. Горбачёвым на пленуме ЦК КПСС 23 апреля 1985 года. Однако эти меры касались только экономики, носили в основном административный характер и не затрагивали существа «развитого социализма». Кардинальная же реформа всей системы, включая политические и идеологические изменения, началась после пленума ЦК КПСС 27 января 1987 года. Перестройка была обозначена в качестве задачи и как необходимое «преодоление эпохи застоя и обновление всех сторон жизни страны».
Важную роль в разработке идей перестройки играли видные учёные-обществоведы: Александр Николаевич Яковлев (ИМЭМО), Станислав Сергеевич Шаталин (ЦЭМИ), Татьяна Ивановна Заславская (ВЦИОМ), Евгений Максимович Примаков (ИМЭМО), Леонид Иванович Абалкин (Институт экономики АН СССР).
Оценки результатов перестройки в обществе разнятся. Цели реформ были достигнуты лишь частично: произошла демократизация общества, внедрена гласность, отменена цензура, легализовано частное предпринимательство, достигнута разрядка в отношениях с Западом. В то же время в экономике СССР наступил спад, а с политической точки зрения итогами перестройки стали межэтнические конфликты, вооружённая борьба за власть и распад Советского Союза. В международной политике за годы перестройки СССР сдал значительную часть своих позиций и фактически потерпел поражение в «холодной войне».

## Термин
15—17 мая 1985 года состоялась поездка генерального секретаря ЦК КПСС Горбачёва в Ленинград, где на встрече с активом Ленинградского горкома партии он впервые упомянул о необходимости перестройки общественно-политической жизни:
Видимо, товарищи, всем нам надо перестраиваться. Всем.
Слово было подхвачено СМИ и стало лозунгом начавшейся в СССР новой эпохи.
8 апреля 1986 года во время визита в Тольятти М. С. Горбачёв впервые употребил слово «перестройка», обозначив им политические и экономические перемены.
Историк Виктор Петрович Данилов отмечает, что «на языке того времени это понятие отнюдь не означало коренного изменения социально-экономических форм и сводилось к реорганизации некоторых хозяйственных функций и связей».

## Этапы перестройки

### Предыстория
Начало масштабных реформ в СССР обычно связывают с 1985 г., когда партию, а фактически и государство, возглавил М. С. Горбачёв. Между тем некоторые авторы называют «отцом перестройки» Ю. В. Андропова, другие выделяют «эмбриональный период» перестройки (1983—1985 гг.), не без оснований полагая, что в первой половине 1980-х гг. СССР постепенно входил в стадию реформирования. Процесс преобразований инициировал ещё Юрий Андропов после прихода к власти.
В начале 1983 г. Ю. В. Андропов поручил группе ответственных работников ЦК КПСС, в том числе М. С. Горбачёву и Николаю Ивановичу Рыжкову, подготовку принципиальных предложений по экономической реформе. Среди рассматриваемых вопросов, по свидетельству Н. И. Рыжкова, были проблемы хозрасчёта и самостоятельности предприятий, концессий и кооперативов, совместных предприятий и акционерных обществ. В 1983 г. начался широкомасштабный экономический эксперимент. Для этого были выделены некоторые отрасли и крупные предприятия в ряде республик СССР. На них вводилась зависимость зарплаты от прибыли, причём предприятия сами могли устанавливать цены и разрабатывать образцы продукции. Это был расширенный вариант хозрасчёта. В 1984 г. должен был состояться пленум ЦК по вопросам научно-технической политики, который обозначил бы переход от экстенсивной к интенсивной политике. Смерть Андропова и приход к власти Черненко заморозили имеющиеся планы реформ. Вместо пленума, посвящённого внедрению новой техники, совершенствованию научно-производственных связей, состоялся пленум по мелиорации. Несмотря на это, после смерти Ю. В. Андропова Константин Устинович Черненко провозгласил курс на «ускорение развития народного хозяйства», на «перестройку системы управления экономикой», осуществлять который должны кадры, понимающие «новые требования жизни». В 1984 году по поручению К. У. Черненко проводилась работа по подготовке комплексной программы экономических реформ с акцентами на экономические дискуссии последнего сталинского пятилетия и на подытоживающую те дискуссии книгу Сталина «Экономические проблемы социализма в СССР» (1952).

### Март 1985 — январь 1987

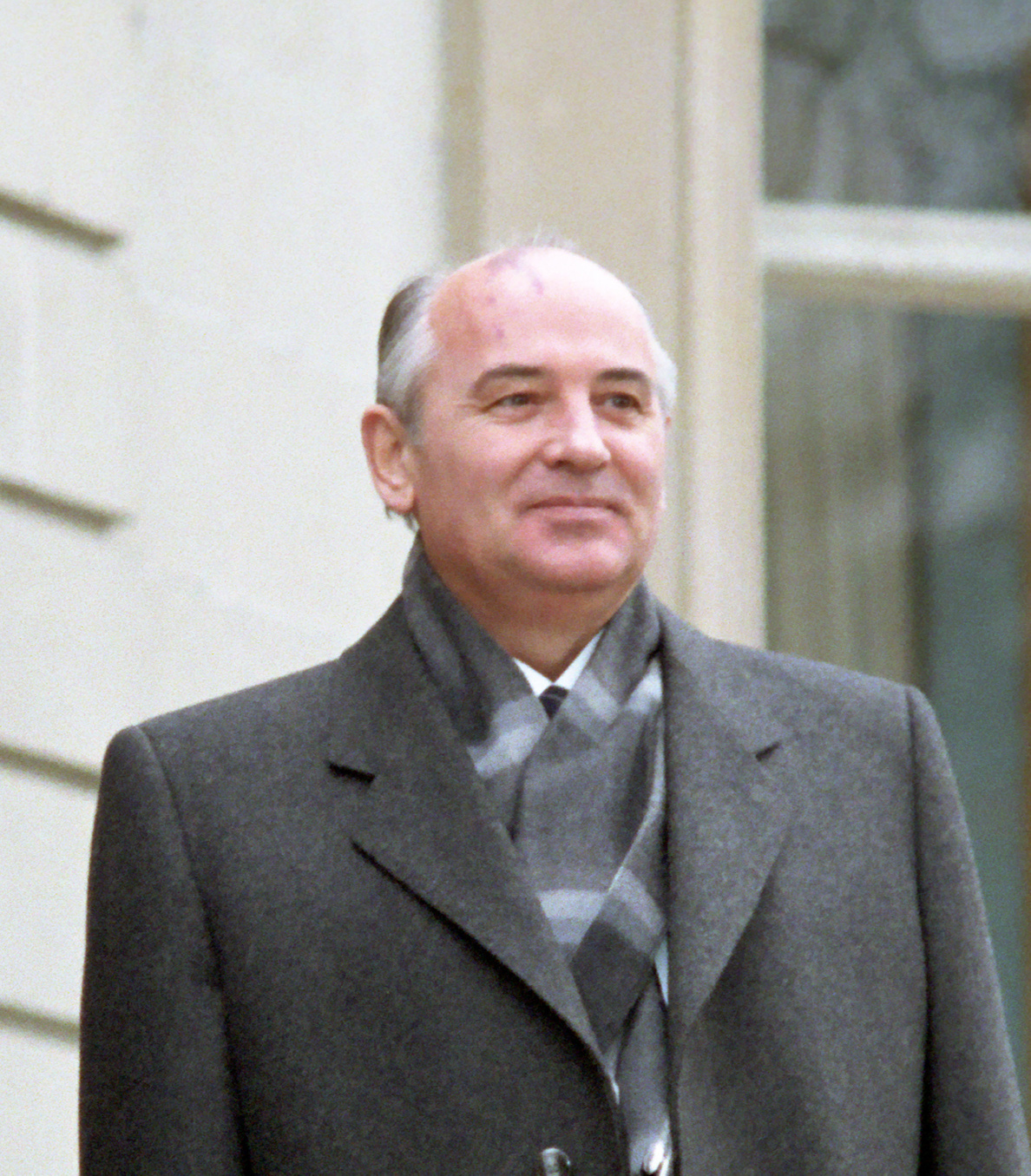
Михаил Сергеевич Горбачёв, 1985 год

11 марта 1985 года к власти в СССР пришёл Михаил Сергеевич Горбачёв, а уже 23 апреля на состоявшемся пленуме ЦК КПСС он заявил о необходимости реформирования системы под лозунгом «ускорения социально-экономического развития страны», то есть ускорения продвижения по социалистическому пути на основе эффективного использования достижений научно-технического прогресса, активизации человеческого фактора и изменения порядка планирования. Главной задачей стала интенсификация экономики и ускорение научно-технического прогресса. Ещё не шла речь о гласности, демократизации, социалистическом рынке и прочих вещах, которые позднее прочно войдут в обиход горбачёвской эпохи. В мае широко транслировавшаяся ленинградская речь Горбачёва взбудоражила жителей страны, и именно с этой речью у них стала ассоциироваться перестройка, хотя термин «перестройка» как лозунг в этот период не использовался и идеологического значения не имел; признавались отдельные недостатки существовавшей социально-экономической системы СССР и предпринимались попытки исправить их несколькими крупными кампаниями административного характера: ускорение развития народного хозяйства, автоматизация и компьютеризация, антиалкогольная кампания, «борьба с нетрудовыми доходами», введение Госприёмки за контролем производственного сектора, демонстрация борьбы с коррупцией.
Каких-либо радикальных шагов в этот период не предпринималось, внешне практически всё оставалось по-старому. В 1985—1986 годах происходит «чистка» старых членов и кандидатов в члены Политбюро и Секретариата ЦК КПСС: так, уже в июле 1985 года из состава Политбюро был выведен секретарь ЦК по военно-промышленному комплексу Григорий Романов, считавшийся главным соперником Горбачёва в борьбе за пост генсека, в октябре 1985 года из Политбюро был выведен ушедший в отставку премьер Николай Тихонов, в феврале 1986 года — Виктор Гришин, чьё место в МГК занял будущий первый президент России Борис Ельцин, в марте 1986 из состава кандидатов в члены Политбюро первый заместитель Председателя Президиума Верховного Совета СССР Василий Кузнецов (его место занял кандидат в члены Политбюро с 1964 года Пётр Демичев) и секретарь ЦК Борис Пономарёв (его место занял посол СССР в США Анатолий Добрынин), которым на момент их вывода из состава было 85 лет и 81 год соответственно. Из секретариата ЦК также были выведены Константин Русаков (его место занял Вадим Медведев) и Иван Капитонов (остался в высшем руководстве страны, став председателем Центральной ревизионной комиссии КПСС). Таким образом, Горбачёв на две трети обновил состав Политбюро. Из состава Политбюро, избранном в 1981 году кроме Горбачёва остался Андрей Громыко, а также республиканские руководители Динмухамед Кунаев и Владимир Щербицкий. Был серьёзно обновлён Секретариат ЦК, в числе новых секретарей был и Александр Яковлев. В течение 1986—1987 годов из Политбюро были выведены бывшие республиканские руководители Динмухамед Кунаев и Гейдар Алиев.

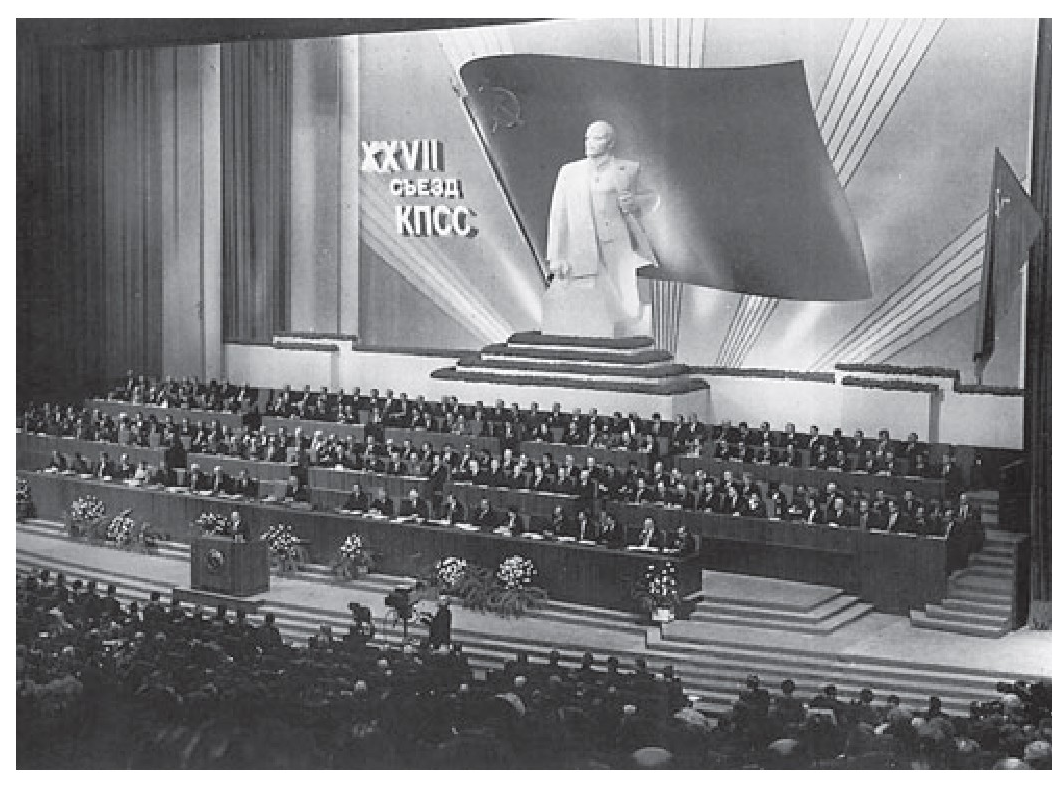
XXVII съезд КПСС. 1986

На апрельском Пленуме ЦК КПСС 1985 года полноправными членами Политбюро ЦК КПСС стали сторонники Горбачёва: секретари ЦК КПСС Егор Кузьмич Лигачёв и Николай Иванович Рыжков, Председатель КГБ СССР Виктор Михайлович Чебриков; кандидатом в члены Политбюро — Маршал Советского Союза министр обороны Сергей Леонидович Соколов. В Политбюро складывается «горбачёвское большинство». Вскоре в руководство страны были введены Александр Николаевич Яковлев, Борис Николаевич Ельцин, Анатолий Иванович Лукьянов, Владимир Иванович Долгих и другие активные участники будущих событий. Николай Рыжков вспоминал (в газете «Новый Взгляд», 1992): «В ноябре 82-го года меня — совершенно неожиданно — избрали секретарём ЦК, и Андропов ввёл меня в команду, готовившую реформы. Туда входили и Горбачёв, Долгих… Мы стали разбираться с экономикой, а с этого началась перестройка в 85-м году, где практически были использованы итоги того, что сделали в 1983—1984-х годах. Не пошли бы на это — было бы ещё хуже».
В течение 1985—1986 годов были сменены 60 % секретарей областных комитетов и 40 % членов ЦК КПСС.

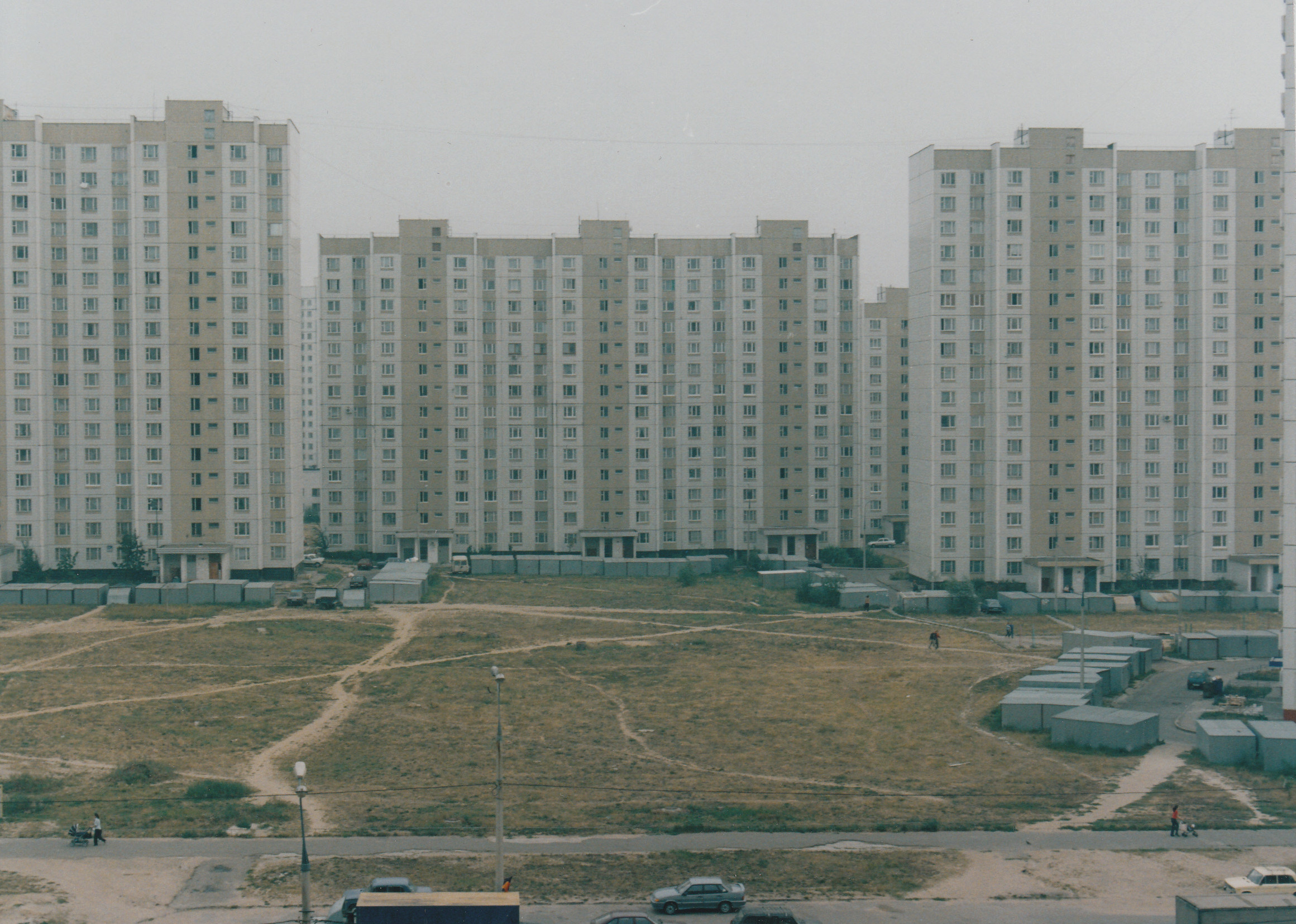
Жилищная застройка в СССР во второй половине 1980-х гг.

Состоявшийся в феврале — марте 1986 года XXVII съезд КПСС изменил программу партии: провозглашался курс на «совершенствование социализма» (а не «построение коммунизма», как ранее), «программа планомерного и всестороннего совершенствования социализма, дальнейшего продвижения советского общества к коммунизму на основе ускорения социально-экономического развития страны», «самоуправление народа», «Время требует, чтобы в управление страной всё активнее вовлекались общественные организации», предполагалось к 2000 году удвоить экономический потенциал СССР и предоставить каждой семье отдельную квартиру. Во исполнение этого решения была принята программа «Жильё—2000», которая позволила увеличить темпы жилищного строительства с 119,8 млн кв. метров в 1986 году до 152,0 млн кв. метров в 1989-м.
Также Горбачёв заявил: «Принципиальным для нас является вопрос о расширении гласности. Это вопрос политический. Без гласности нет и не может быть демократизма, политического творчества масс, их участия в управлении». Средства массовой информации стали получать больше свободы в описании существующих проблем. Сменились главные редакторы в ряде газет и журналов, впоследствии выступавших наиболее оппозиционно («Новый мир», «Московские новости», «Аргументы и факты»). В мае 1986 года открылся V съезд Союза кинематографистов СССР, на котором неожиданно было переизбрано всё правление Союза. По этому сценарию впоследствии произошли перемены и в других творческих союзах. Политика, начало которой положил XXVII съезд, впервые была названа «перестройкой» в июне 1986 года. Теперь она включала в себя не только первоначально провозглашавшееся ускорение экономического развития страны, но и более глубокие хозяйственные, политические и социальные реформы. Новая терминология отражала глубокий и всесторонний характер начавшихся перемен.
4 сентября 1986 года Главлит СССР издал приказ № 29с, в котором цензорам было дано указание сосредоточить внимание на вопросах, связанных с охраной государственных и военных тайн в печати, и информировать партийные органы только о существенных нарушениях в идеологической сфере. Постановлением ЦК КПСС от 25 сентября 1986 года было принято решение прекратить глушение передач одних зарубежных радиостанций («Голос Америки», «Би-би-си») и усилить глушение других («Свобода», «Немецкая волна»). 23 мая 1987 года в Советском Союзе окончательно прекратили глушить радиопрограммы «Голоса Америки» и некоторых других западных радиостанций. Полностью глушение зарубежных радиостанций в СССР было прекращено с 30 ноября 1988 года. В 1987 году приступила к работе межведомственная комиссия, возглавляемая Главлитом СССР, которая начала пересмотр изданий с целью передачи их из отделов специального хранения в «открытые» фонды.

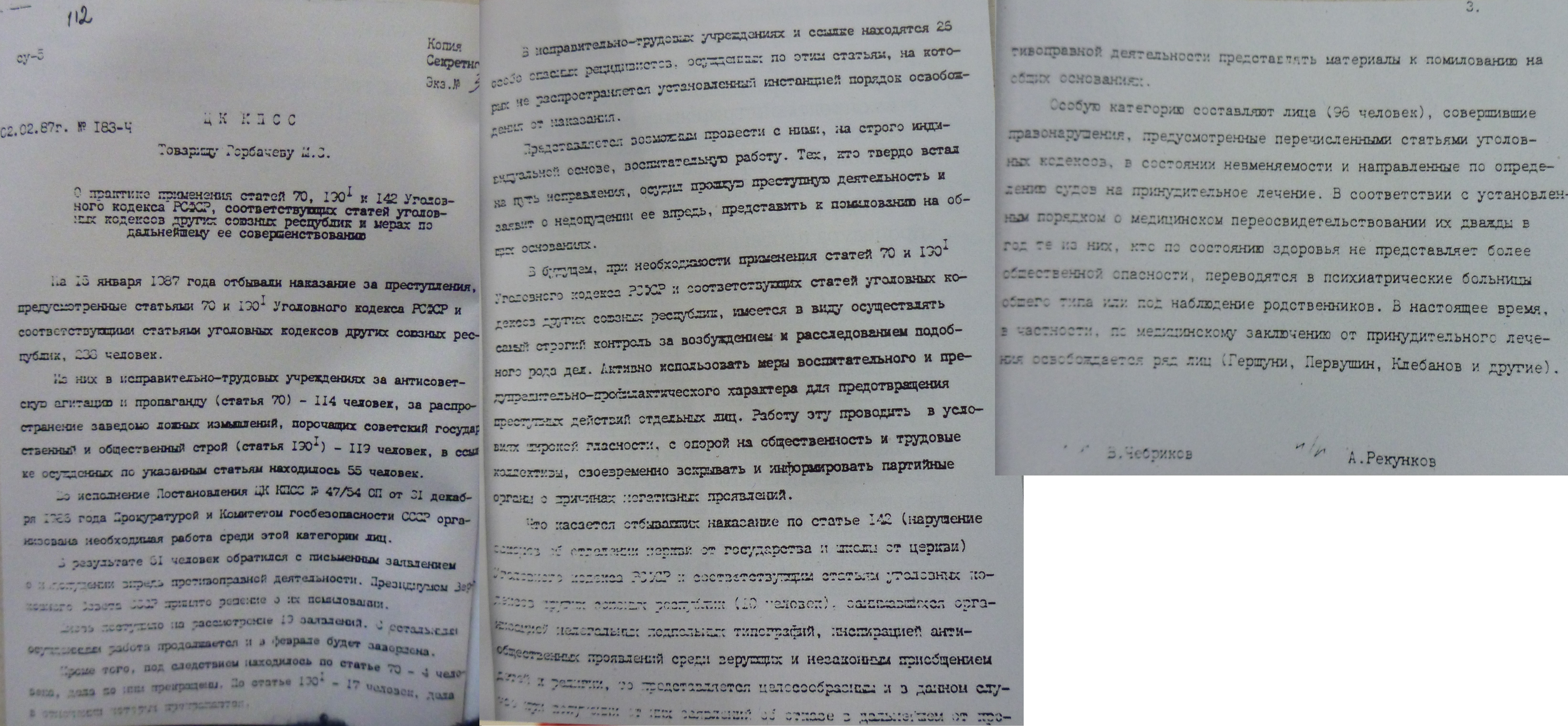
Записка председателя КГБ СССР и Генерального прокурора СССР от 2 февраля 1987 года о числе отбывающих наказания по политическим статьям

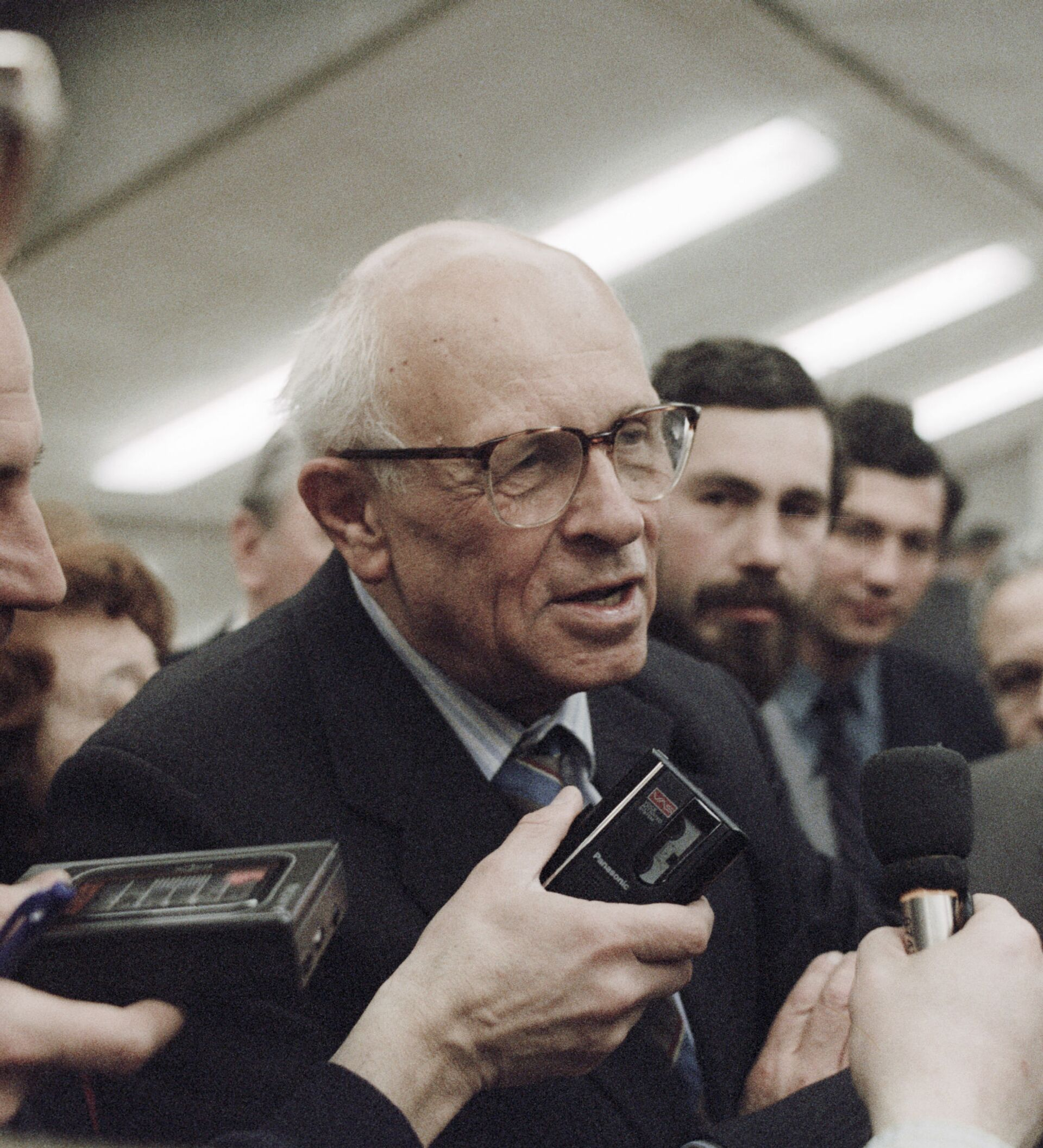
Академик и диссидент Андрей Сахаров

В декабре 1986 года из ссылки в Горьком были освобождены Андрей Дмитриевич Сахаров и его жена Елена Георгиевна Боннэр. В феврале 1987 года были освобождены из заключения в порядке помилования 140 диссидентов. Они немедленно включились в общественную жизнь. Разрозненное, малочисленное диссидентское движение, закончившее своё активное существование в 1983 году, снова возродилось под лозунгами демократического движения. Появились несколько десятков неформальных, постепенно политизировавшихся, иерархически гибких организаций (наиболее известной из них стал образованный в мае 1988 года «Демократический союз», который в августе-сентябре 1988 года провёл в Москве два антикоммунистических митинга), первые независимые газеты и журналы.
С конца 1986 года стали публиковаться запрещённые прежде литературные произведения, показываться лежавшие на полках фильмы (первым из них стал фильм Тенгиза Абуладзе «Покаяние»).
Внешняя политика СССР в 1985—1986 годах продолжала оставаться достаточно жёсткой, несмотря на наметившееся сразу после прихода к власти Горбачёва небольшое потепление в отношениях с США и Западом. Существенный сдвиг на международной арене произошёл только осенью 1987 года, когда СССР согласился пойти на серьёзные уступки при подготовке соглашения об РСМД.
К концу 1986 — началу 1987 годов горбачёвская команда пришла к выводу, что административными мерами ситуацию в стране не изменить и предприняла попытку реформирования системы в духе демократического социализма. Этому шагу способствовали два удара по советской экономике в 1986 году: резкое падение цен на нефть и Чернобыльская катастрофа.

### Январь 1987 — июнь 1989

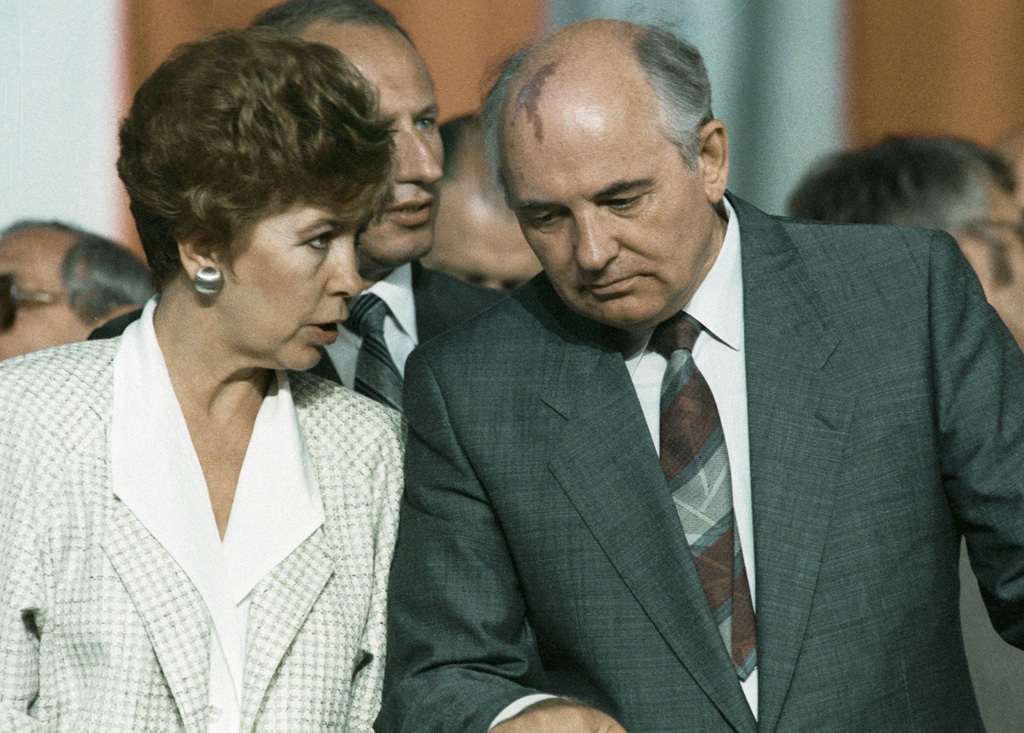
Генеральный секретарь ЦК КПСС Михаил Горбачев и его супруга Раиса Горбачева во время визита в Польшу 1988 г.

Новый этап начался с январского пленума ЦК КПСС 1987 года, на котором была выдвинута задача коренной перестройки управления экономикой, и характеризовался он началом масштабных реформ во всех сферах жизни советского общества (хотя отдельные меры начали приниматься ещё в конце 1986 года, например, Закон «Об индивидуальной трудовой деятельности»):
- В общественной жизни провозглашается политика гласности — смягчение цензуры в СМИ и снятие запретов на обсуждение тем, которые раньше замалчивались (в первую очередь сталинские репрессии, а также секс вообще и проституция в частности, наркомания, бытовое насилие, подростковая жестокость и т. д.).
- В экономике узаконивается частное предпринимательство в форме кооперативов (хотя слова «предпринимательство» и «частная собственность» произносить вслух пока не осмеливаются, кооперативы вводятся как элемент рынка в существующую социалистическую модель), начинают активно создаваться совместные предприятия с зарубежными компаниями.
- В международной политике основной доктриной становится «Новое мышление» — курс в сторону отказа от классового подхода в дипломатии и улучшения отношений с Западом.

На этом же пленуме Горбачёв выступил с докладом «О перестройке и кадровой политике партии». В нём были определены следующие направления:
- начало превращения КПСС из государственной структуры в реальную политическую партию («Надо решительно отказываться от несвойственных партийным органам управленческих функций»);
- выдвижение на руководящие посты беспартийных;
- расширение «внутрипартийной демократии»;
- изменение функций и роли Советов, они должны были стать «подлинными органами власти на своей территории»;
- проведение выборов в Советы на альтернативной основе (выборы с 1918 года представляли собой голосование за единственного кандидата на каждое место)[25].

Альтернативные выборы в местные Советы прошли уже летом 1987 года во многих избирательных округах, впервые за всю историю СССР.
В октябре 1987 года Горбачёв заявил, что перестройка рассчитана на «16-20 лет»

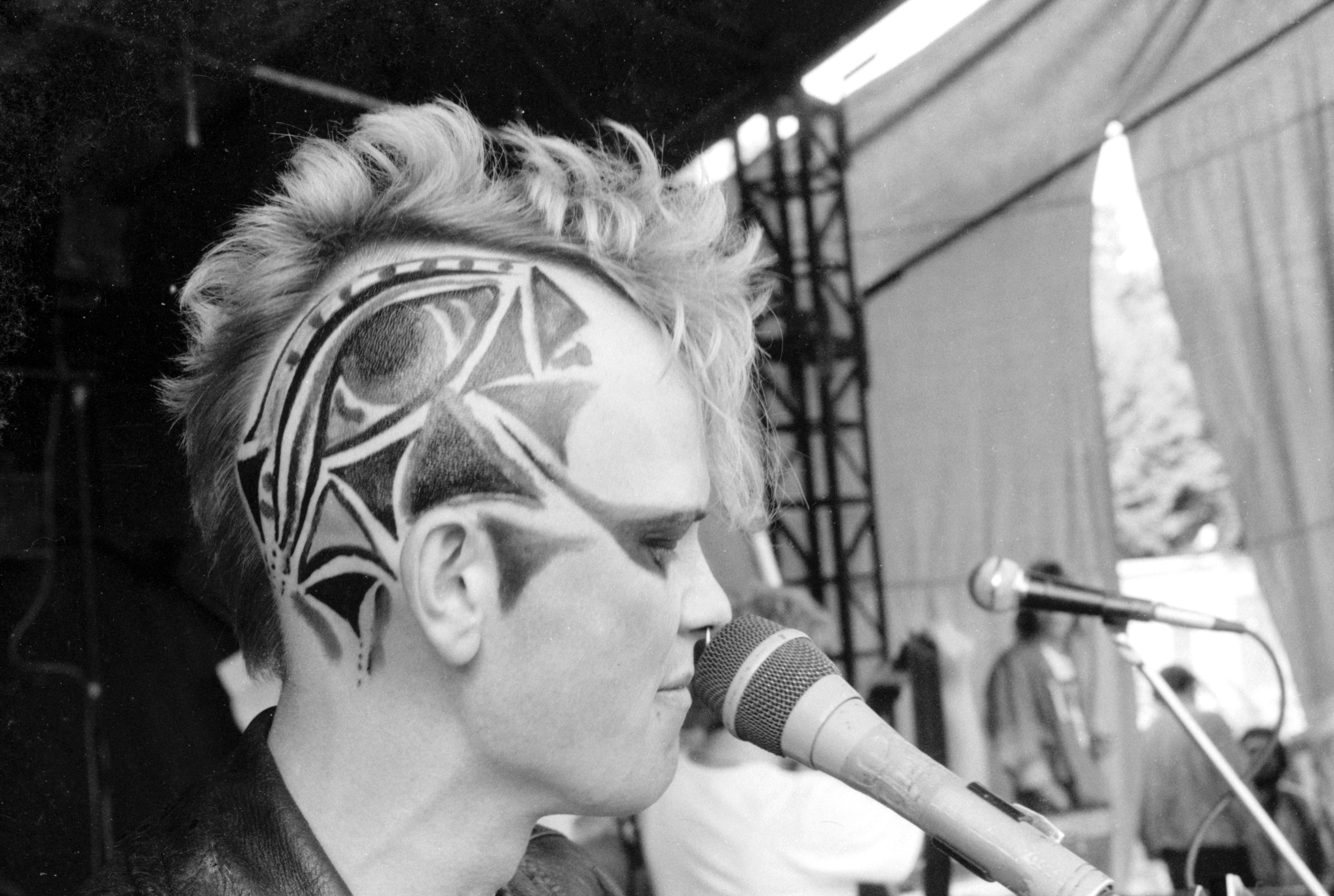
Выступление панка на Рок-марш в Вильнюсе. 1988

Выдвигаются лозунги о необходимости избавить социализм от «деформаций», о возвращении к «ленинским нормам», «идеалам Октября» и «социализму с человеческим лицом» посредством демократизации всех сторон жизни общества, реформирования политических институтов.
В 1987—1988 годах были опубликованы такие ранее не печатавшиеся в СССР и запрещённые произведения, как «Жизнь и судьба» Василия Гроссмана, «Реквием» Анны Ахматовой, «Софья Петровна» Лидии Чуковской, «Доктор Живаго» Бориса Пастернака, «Собачье сердце» Михаила Булгакова, «Чевенгур», «Котлован» Андрея Платонова. Резонанс в обществе вызвали новые книги: романы Чингиза Айтматова «Плаха», Анатолия Рыбакова «Дети Арбата», Владимира Дудинцева «Белые одежды», сборник рассказов Татьяны Толстой «На золотом крыльце сидели…».
В 1987 году в фильме Сергея Соловьёва «Асса» появляется песня рок-группы «Кино» «Мы ждём перемен» на слова Виктора Цоя, которая стала своеобразным неофициальным гимном молодёжи времён перестройки. О советской молодёжи того времени рассказывал вызвавший большой резонанс в обществе документальный фильм «Легко ли быть молодым?» режиссёра Юриса Подниекса, впервые показанный в январе 1987 года.

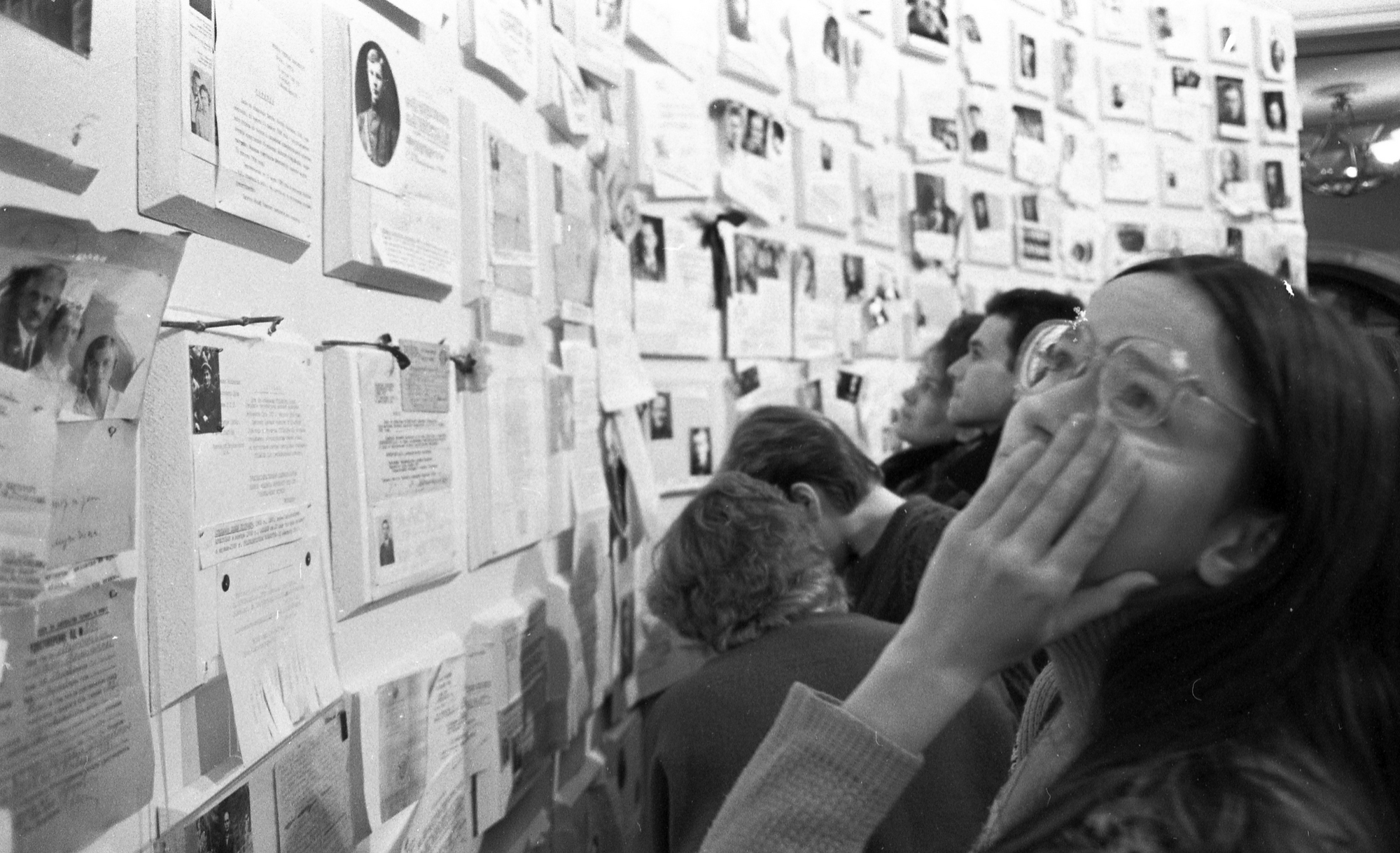
Первая выставка о жертвах сталинских репрессий «Неделя совести» в Москве, ноябрь 1988 г.

Вновь встал вопрос о сталинских репрессиях и реабилитации их жертв. В сентябре 1987 года была создана комиссия Политбюро ЦК КПСС по реабилитации, которую возглавил Александр Яковлев. Открытие в конце 1987 года Оптиной пустыни и Толгского монастыря и относительно публичное празднование 1000-летия Крещения Руси в 1988 году воспринимались как знаки перемен в политике государства в отношении церкви.
Часть населения (в основном молодёжь и либеральная интеллигенция — «шестидесятники», заставшие предыдущую, хрущёвскую либерализацию) охвачена эйфорией от начавшихся после двух десятилетий застоя перемен и невиданной по прежним меркам свободы. Общественная апатия начала 80-х сменяется верой в светлое будущее.
В 1987-88 годах были созданы первые негосударственные телеобъединения, такие как «НИКА-ТВ» (Независимый информационный канал телевидения) и АТВ (Ассоциация авторского телевидения). Первыми отказались от присущего советскому телевидению казённо-поучительного стиля молодёжные программы «12-й этаж» и «Взгляд», программы Ленинградского телевидения.
Вместе с тем, с 1988 года в стране начинает постепенно нарастать общая неустойчивость: ухудшается экономическое положение, появляются сепаратистские настроения на национальных окраинах, вспыхивают первые межнациональные столкновения (Карабах).

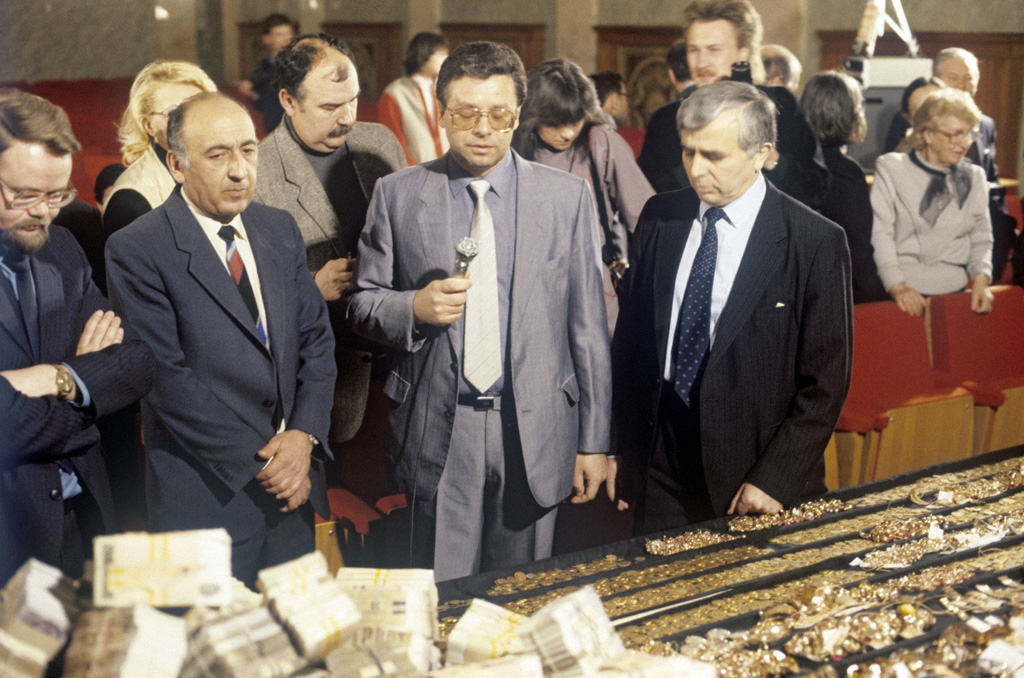
Демонстрация ценностей, изъятых в ходе Узбекского дела. 1988

23 января 1988 года в газете «Правда» была опубликована статья В. Овчаренко «Кобры над золотом», в которой были представлены материалы следственной группы, с 1983 года расследовавшей так называемое «Хлопковое дело» в Узбекистане. Причём речь шла не о простых хлопкоробах, а о высшей элите партийного и государственного руководства республики. Статья в «Правде» стала сигналом для других советских газет. Практически не осталось ни одной газеты, как в центре, так и на местах, в которых не разоблачалась бы коррупция местного партийного руководства.
Важнейшим событием 1988 года была XIX конференция КПСС, проходившая в июне-июле. Впервые с 1920-х годов делегаты действительно высказывали самостоятельные мнения, позволяя себе иной раз критиковать действия партийного руководства, причём это транслировалось по телевидению. Конференция по инициативе Горбачёва приняла решение о реформе политической системы. Было принято принципиальное решение об альтернативных выборах депутатов Советов всех уровней. Выдвигаться кандидатами должны были получить возможность все желающие.
Но при этом были намечены меры, призванные сохранить роль КПСС в стране. Прежде высшим органом законодательной власти выступал Верховный Совет СССР, избиравшийся населением по территориальным и национально-территориальным округам. Теперь Верховный Совет должен был избираться Съездом народных депутатов, ⅔ которых, в свою очередь, должны были избираться населением. Остальные 750 человек должны были выбираться «общественными организациями», при этом наибольшее число депутатов выбирала КПСС. Эта реформа была оформлена законодательно в конце 1988 года. Партконференция также приняла решение о совмещении должностей главы партийного комитета и председателя Совета соответствующего уровня. Поскольку этого руководителя избирало население, такое нововведение должно было привести на руководящие партийные посты людей энергичных и практичных, способных решать местные проблемы, а не просто заниматься идеологией.

### Июнь 1989 — сентябрь 1991

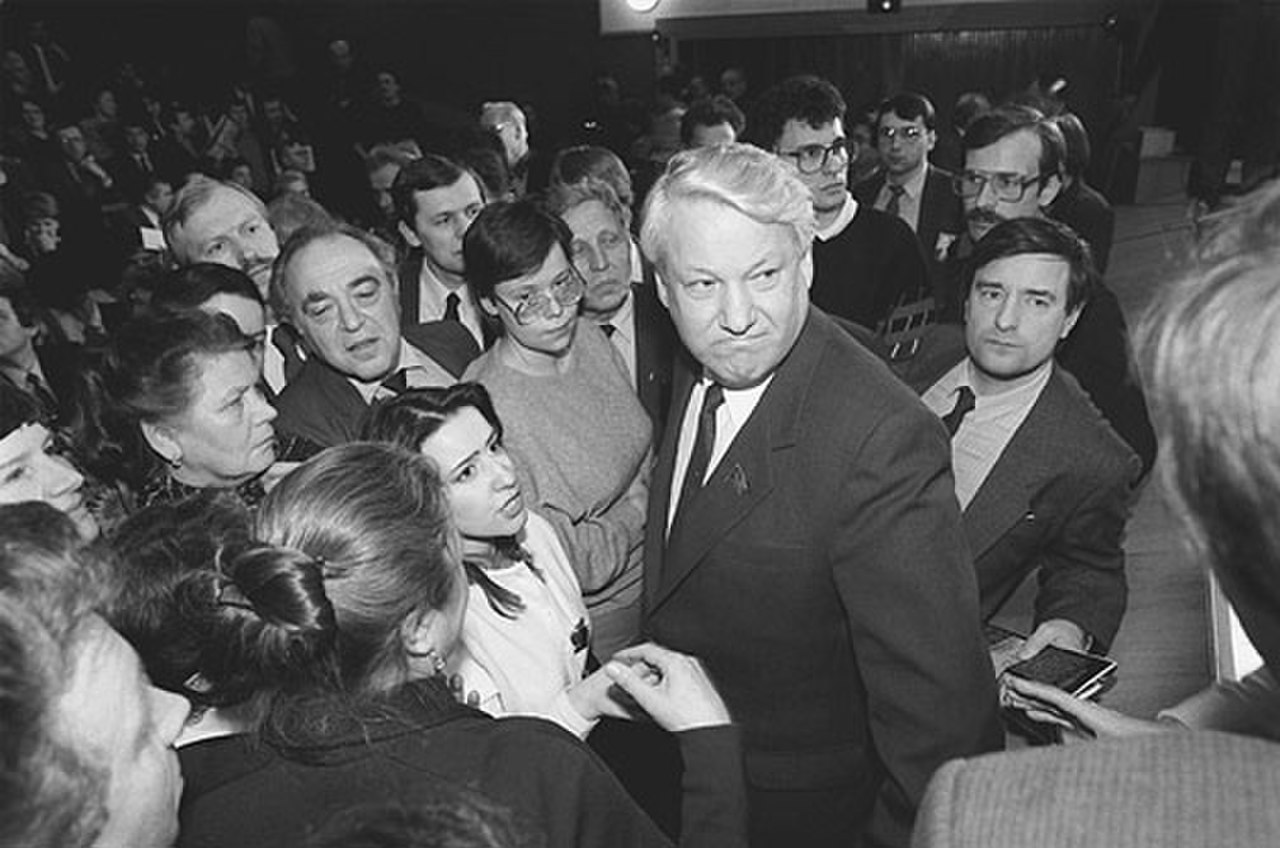
Выдвижение Бориса Ельцина кандидатом в народные депутаты СССР в Москве, 1 февраля 1989 года

В 1989 году состоялись выборы народных депутатов СССР — первые выборы высшего органа власти СССР при которых избирателям предоставлялся выбор между несколькими кандидатами. Обсуждение предвыборных программ (в том числе и на теледебатах) стало подлинным прорывом к свободе слова и реальной политической борьбе. В это время формируется группа претендентов на политическое лидерство, т. н. «прорабы перестройки». Они выступали за ликвидацию монополии КПСС на власть, рыночную экономику, расширение самостоятельности республик. Среди них наибольшей известностью пользовались Гавриил Попов, Юрий Афанасьев, Анатолий Собчак, Галина Старовойтова, Илья Заславский, Юрий Черниченко.
I Съезд народных депутатов СССР открылся 25 мая 1989 года. В первый же день работы Съезда он избрал Горбачёва Председателем Верховного Совета СССР. Почти все заседания Съезда транслировались по телевидению в прямом эфире, и множество граждан СССР внимательно следили за ними.
В последний день Съезда, пребывая в относительном меньшинстве, радикально настроенные депутаты сформировали Межрегиональную группу народных депутатов (сопредседатели группы: Андрей Дмитриевич Сахаров, Борис Николаевич Ельцин, Юрий Николаевич Афанасьев, Гавриил Харитонович Попов, Виктор Алексеевич Пальм). Они выступали за дальнейшее ускорение политических и экономических преобразований в СССР, за ещё более радикальное реформирование советского общества, а по отношению к своим противникам — депутатам, голосовавшим в соответствии с линией ЦК КПСС, использовали устойчивое словосочетание «агрессивно-послушное большинство».

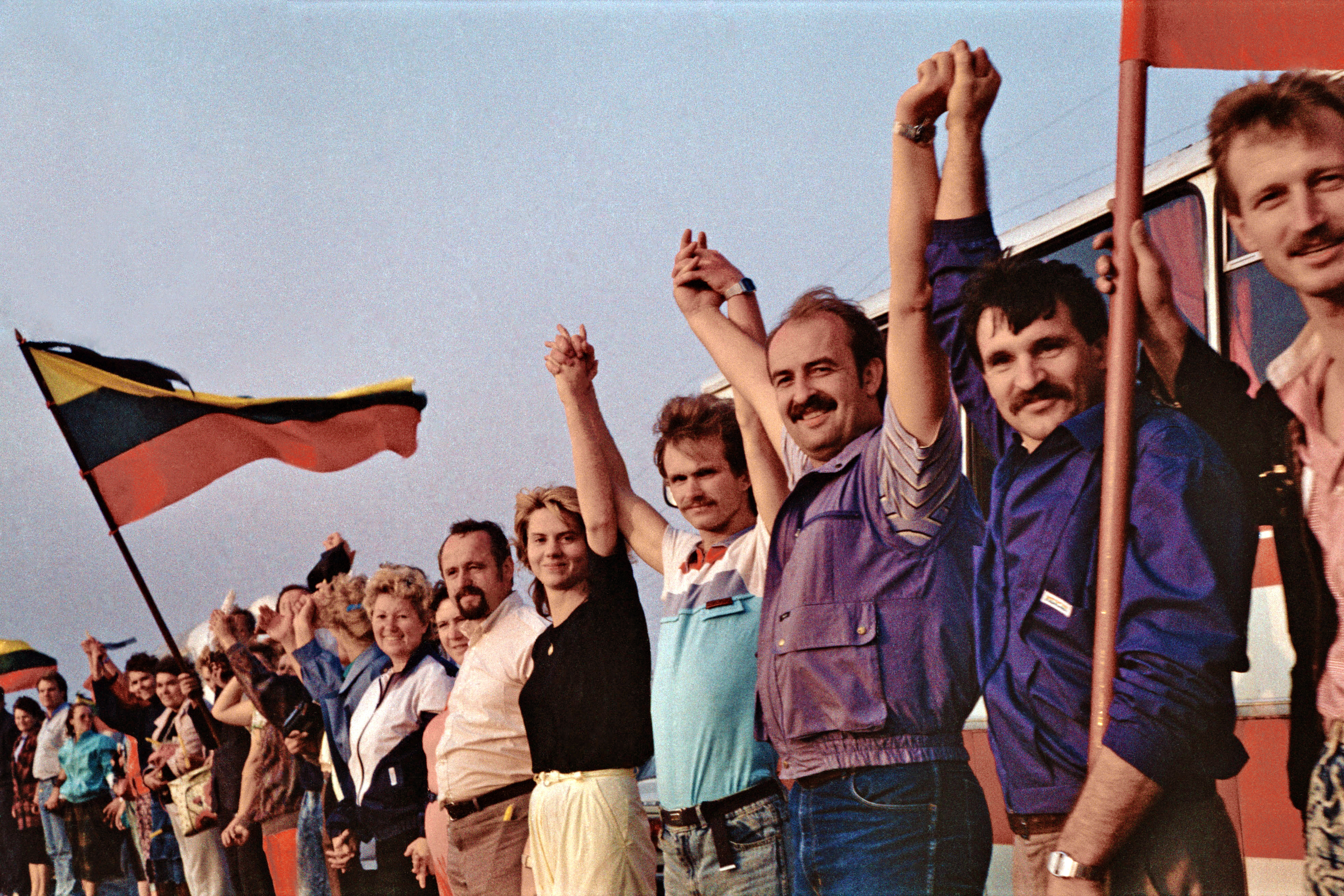
Акция «Балтийский путь». 1989

После I Съезда народных депутатов начинается противостояние коммунистической партии с возникшими в итоге демократизации общества новыми политическими группировками. Изначально начатые по инициативе сверху, во второй половине 1989 года перемены выходят из-под контроля властей.
Летом 1989 года в городе Междуреченск началась первая значительная забастовка шахтёров в СССР.
Трудности в экономике перерастают в полномасштабный кризис: в 1989 году экономический рост резко замедляется, в 1990-м сменяется падением, а к концу 1991-го страна оказывается на грани экономического коллапса. Происходит катастрофический обвал жизненного уровня населения: реальностью советского общества начала 90-х становятся массовая нищета и безработица. Достигает апогея хронический товарный дефицит: пустые полки магазинов становятся символом рубежа 1980—1990-х годов, в 1991 году США и Западная Европа активно помогают СССР поставками гуманитарной помощи (по линии Красного Креста, различных христианских организаций, бывало, что жители иностранных государств отправляли советским людям личные посылки с едой и промтоварами). Перестроечная эйфория в обществе сменяется разочарованием, неуверенностью в завтрашнем дне и массовыми антикоммунистическими настроениями. Усиливается эмиграция за рубеж. С 1990 года основной идеей становится уже не «совершенствование социализма», а построение демократии западного образца и рыночной экономики капиталистического типа. В 1990—1991 годах социально-экономический строй СССР начал приобретать черты капитализма: легализуется частная собственность, образуются фондовый и валютный рынки, кооперативы начинают принимать форму бизнеса западного типа.

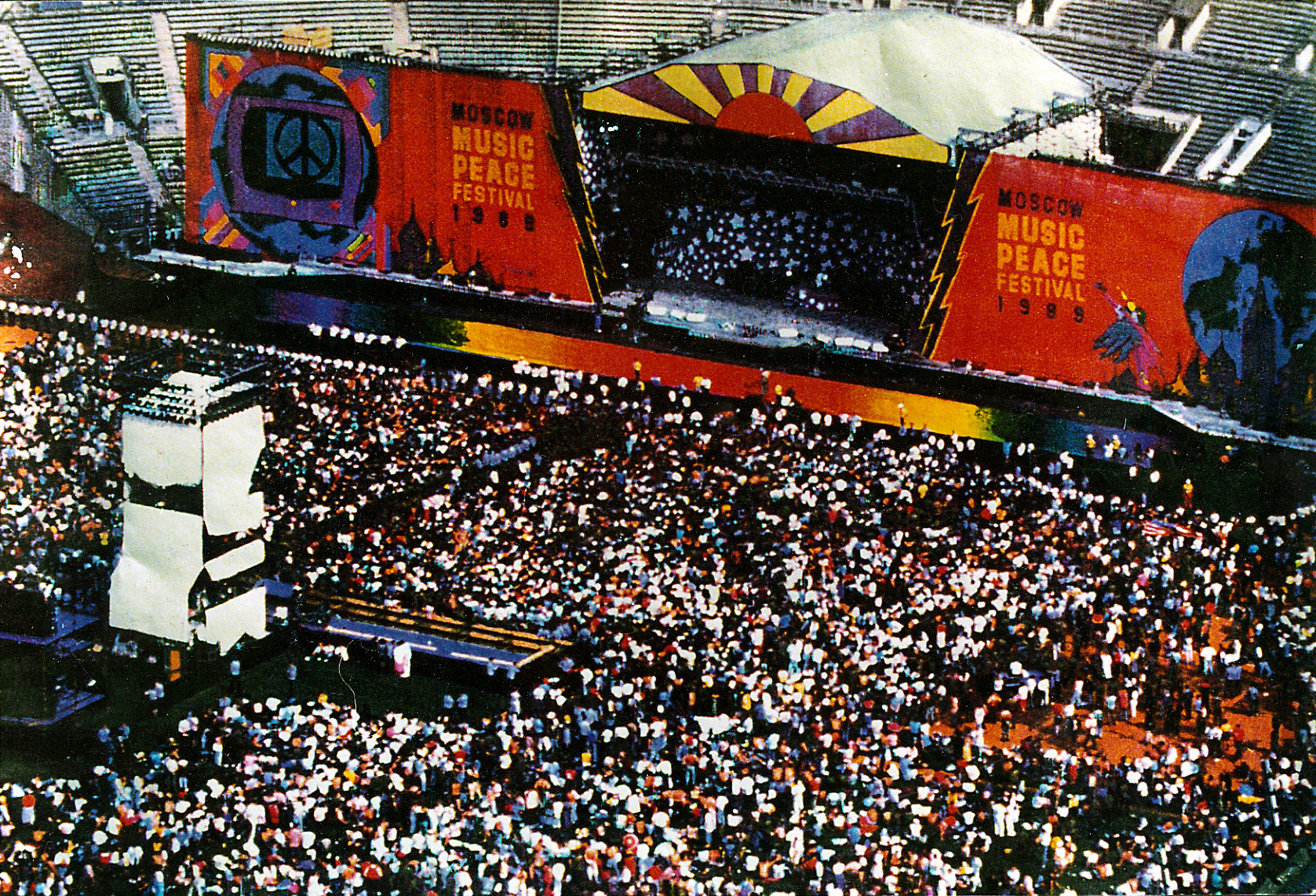
Московский международный фестиваль мира в Лужниках, 1989 г.

Политические перемены в СССР привели к обострению этнических конфликтов (к середине 1990 года в результате межнациональных столкновений более 600 тыс. граждан СССР стали вынужденными переселенцами) и сепаратистским настроениям. Ещё 16 ноября 1988 года Верховный Совет Эстонской ССР принял декларацию о государственном суверенитете республики и внес изменения в республиканскую конституцию, которые позволяли приостанавливать действие союзных законов на территории Эстонии. 26 мая и 28 июля 1989 года подобные акты были приняты в Литовской и Латвийской ССР. В августе 1989 года жители Литвы, Латвии и Эстонии выстроили живую цепь длиной 670 км. Таким образом участники мирной акции «Балтийский путь» пытались привлечь внимание мировой общественности к статусу своих стран.
12—13 августа 1989 года на стадионе «Лужники» в Москве прошёл первый полноценный международный рок-фестиваль «Moscow Music Peace Festival» (Московский международный фестиваль мира), возвестивший новые свободы в СССР и названный «российским Вудстоком».
12—24 декабря 1989 года состоялся II Съезд народных депутатов СССР. На нём радикальное меньшинство, которое после смерти в дни Съезда Андрея Сахарова возглавил Борис Ельцин, требовало отмены статьи 6 Конституции СССР (в которой указывалось, что «КПСС является руководящей и направляющей силой» в государстве). В свою очередь, консервативное большинство указывало на дестабилизирующие, дезинтеграционные процессы в СССР и, следовательно, на необходимость усиления полномочий центра (группа «Союз»).

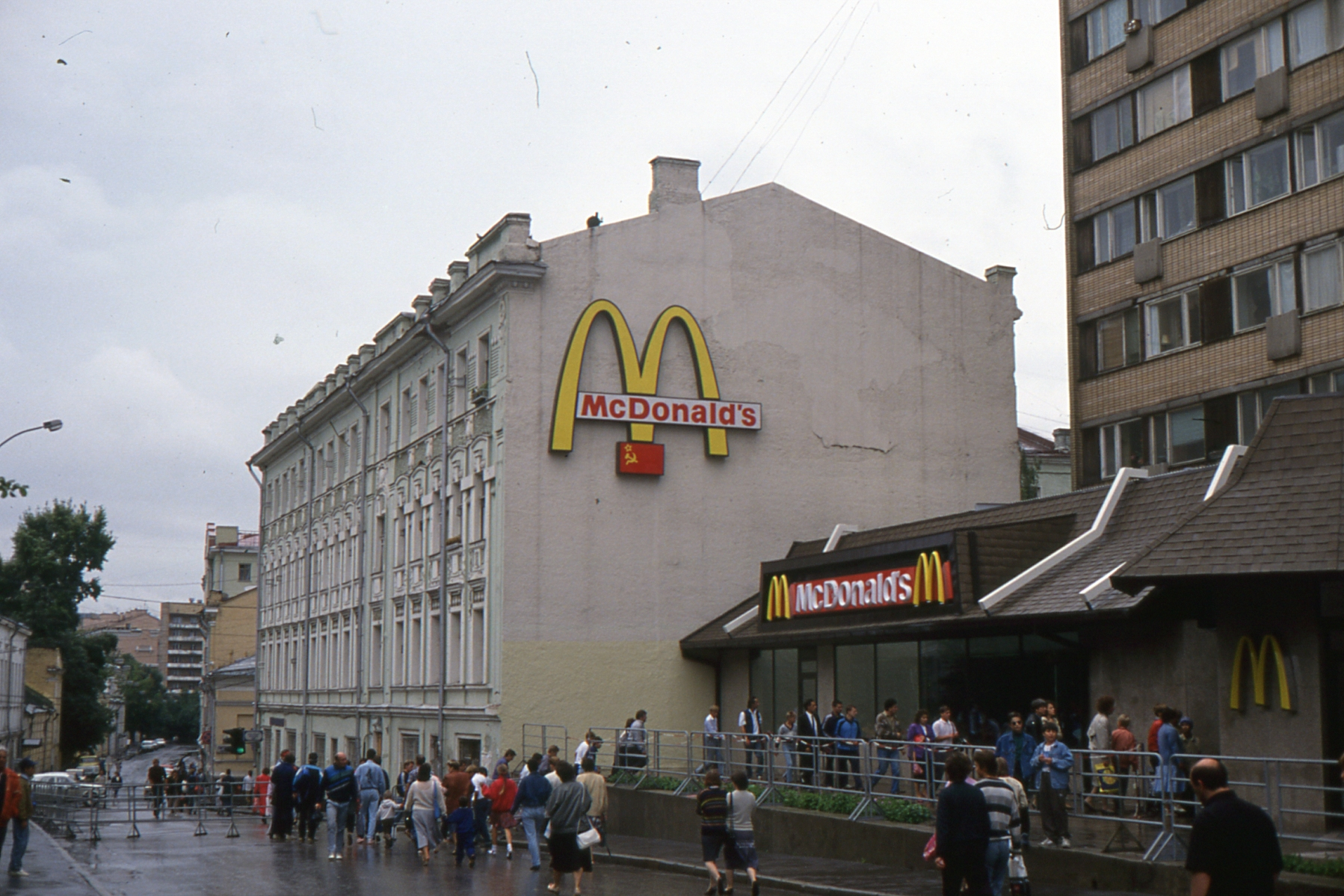
Первый в СССР ресторан McDonald’s, открывшийся в Москве на Пушкинской площади 31 января 1990 года

В январе 1990 года в Москве был открыт первый ресторан McDonald's. Появление культового американского бренда в Советском Союзе рассматривалось как символ продолжавшихся экономических и политических реформ. Новое заведение, привычное для Запада, но резко контрастировавшее с традиционным советским общепитом, стало настоящей сенсацией.

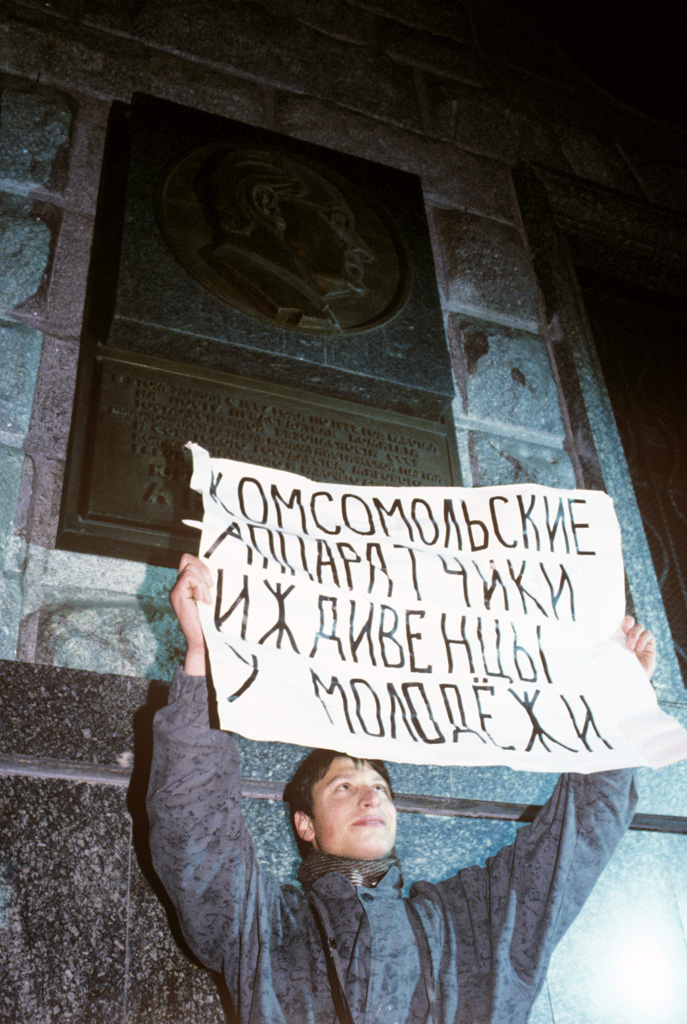
Несанкционированный митинг Демократического союза на Пушкинской площади в Москве 20 октября 1989 года

В феврале 1990 года в Москве прошли массовые митинги с требованием отмены 6 статьи Конституции СССР. В этих условиях Горбачёв в перерыве между II и III Съездами народных депутатов СССР согласился на отмену статьи 6 Конституции, одновременно инициируя вопрос о необходимости дополнительных полномочий исполнительной власти.
14 марта 1990 года III Съезд народных депутатов отменил статью 6 — принял поправки в Конституцию СССР, допускающие многопартийность, ввёл институт президентства в СССР и избрал Президентом СССР М. С. Горбачёва (в порядке исключения первый Президент СССР избирался Съездом народных депутатов СССР, а не всенародно).
В марте 1990 года прошли выборы народных депутатов союзных республик (выборы в Верховные Советы республик Прибалтики прошли раньше, в феврале 1990 года) и в местные Советы народных депутатов. 11 и 30 марта 1990 года в Литве и Эстонии и 4 мая того же года в Латвии были приняты законы о восстановлении независимых государств.
В РСФСР, в отличие от остальных республик, была создана двухступенчатая система органов законодательной власти, подобная существовавшей на уровне Союза — народные депутаты на Съезде избирали из своего числа постоянно действующий Верховный Совет. На выборах народных депутатов РСФСР значительных успехов добились сторонники радикальных реформ, объединённые в блок «Демократическая Россия». Число депутатов, которые на Съездах народных депутатов РСФСР в 1990-91 годах голосовали не менее чем в 2/3 случаев в поддержку радикальных реформ, составило 44 % (в некоторых важных голосованиях — более половины), а удельный вес консерваторов-коммунистов составлял 39-40 %.
16 мая 1990 года открылся I Съезд народных депутатов РСФСР. 29 мая, после трёхкратного голосования, он избрал Председателем Верховного Совета РСФСР Б. Н. Ельцина (Б. Н. Ельцин получил 535 голосов, Александр Владимирович Власов — 467 голосов).
Начался «парад суверенитетов». 12 июня 1990 года 907 голосами «За» при всего 13 голосах «Против» I Съезд народных депутатов РСФСР принял «Декларацию о государственном суверенитете РСФСР». В ней провозглашалось, что «для обеспечения политических, экономических и правовых гарантий суверенитета РСФСР устанавливается: полнота власти РСФСР при решении всех вопросов государственной и общественной жизни, за исключением тех, которые ею добровольно передаются в ведение Союза ССР; верховенство Конституции РСФСР и Законов РСФСР на всей территории РСФСР; действие актов Союза ССР, вступающих в противоречие с суверенными правами РСФСР, приостанавливается Республикой на своей территории». Это положило начало «войне законов» между РСФСР и союзным Центром.

12 июня 1990 года был принят Закон СССР «О печати и других средствах массовой информации». Он запрещал цензуру и гарантировал свободу для средств массовой информации.

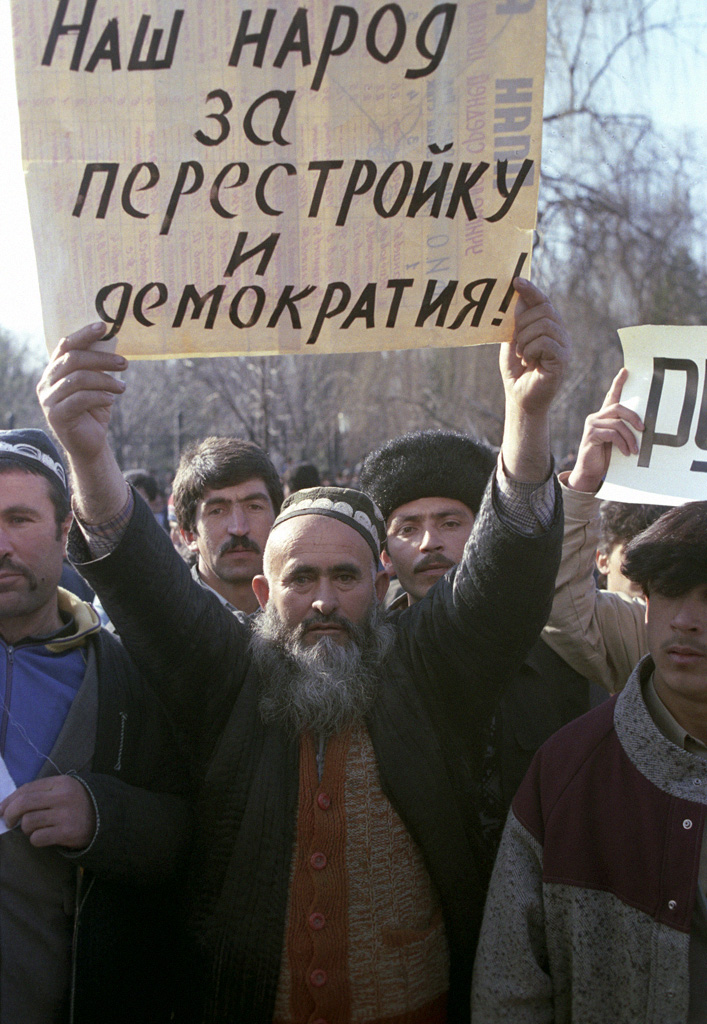
Участники митинга в поддержку демократии и перестройки. Таджикистан, Душанбе, 16 февраля 1990 г.

Процесс «суверенизации России» привёл к принятию 1 ноября 1990 года «Постановления об экономическом суверенитете России».

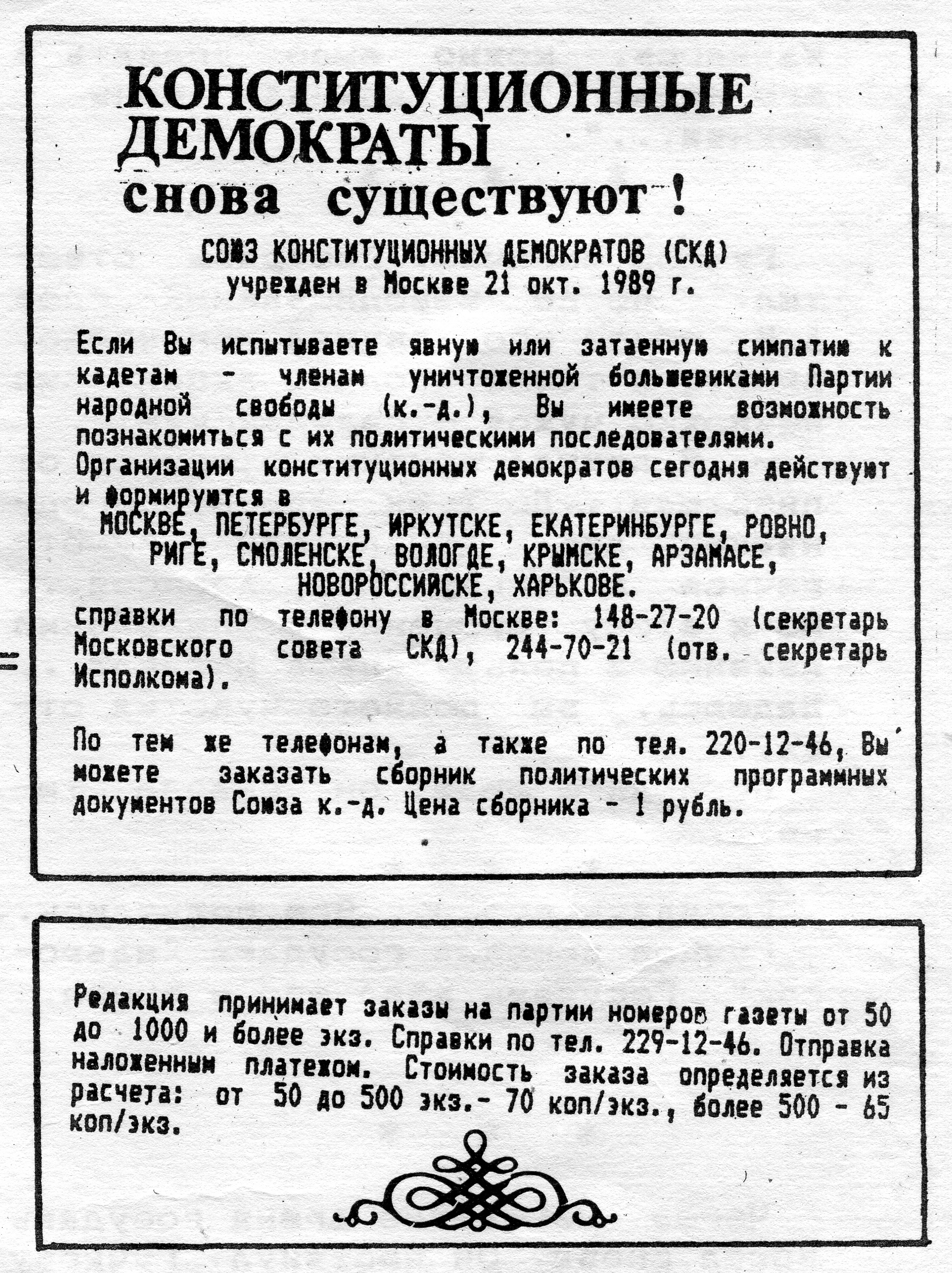
Газета «Гражданское Достоинство» № 10. 1990 год

С принятием закона СССР от 09.10.1990 № 1708-1 «Об общественных объединениях», стала возможной официальная регистрация политических партий, первыми из которых были ДПР, СДПР и РПРФ зарегистрированные Минюстом РСФСР 14 марта 1991 года. В рассматриваемый период происходило образование различных партий. Большинство партий действовали на территории одной союзной республики, что способствовало усилению сепаратизма союзных республик, включая РСФСР. В своём большинстве новообразованные партии находились в оппозиции к КПСС.
КПСС переживала в этот период серьёзный кризис. В ней выделились различные политические направления. XXVIII съезд КПСС (июль 1990 года) привёл к выходу из КПСС наиболее радикальных членов во главе с Борисом Ельциным. Численность партии в 1990 году снизилась с 20 до 15 млн человек, самостоятельными себя провозгласили компартии республик Прибалтики.
IV Съезд народных депутатов СССР, состоявшийся в декабре 1990 года, объявил о проведении референдума о сохранении СССР как «обновлённой федерации равноправных суверенных республик». С этой целью был принят закон о всенародном голосовании (референдуме) СССР. Съезд утвердил конституционные изменения, наделявшие Горбачёва дополнительными полномочиями. Произошло фактическое переподчинение Президенту Совета Министров СССР, переименованного теперь в Кабинет Министров СССР, премьер-министром стал Валентин Сергеевич Павлов. Была введена должность вице-президента, на которую Съезд избрал Геннадия Ивановича Янаева. Вместо Вадима Викторовича Бакатина министром внутренних дел стал Борис Карлович Пуго, Эдуард Амвросиевич Шеварднадзе в должности министра иностранных дел был заменён на Александра Александровича Бессмертных.
В марте 1991 года состоялся референдум, на котором проголосовало за «сохранение СССР как обновлённой федерации равноправных суверенных республик» более 76 % от числа принявших участие в референдуме (в том числе более 70 % в РСФСР и в Украинской ССР).
В шести союзных республиках (Литва, Эстония, Латвия, Грузия, Молдавия, Армения), которые ранее объявили о независимости или о переходе к независимости, всесоюзный референдум фактически не проводился (властями этих республик не были сформированы Центральные избирательные комиссии, всеобщего голосования населения не было) за исключением некоторых территорий (Абхазия, Южная Осетия, Приднестровье), но в другое время проводились референдумы о независимости.
На основе концепции референдума с учётом его результатов предполагалось заключение 20 августа 1991 года нового союза — Союза Суверенных Государств (ССГ) как мягкой федерации.

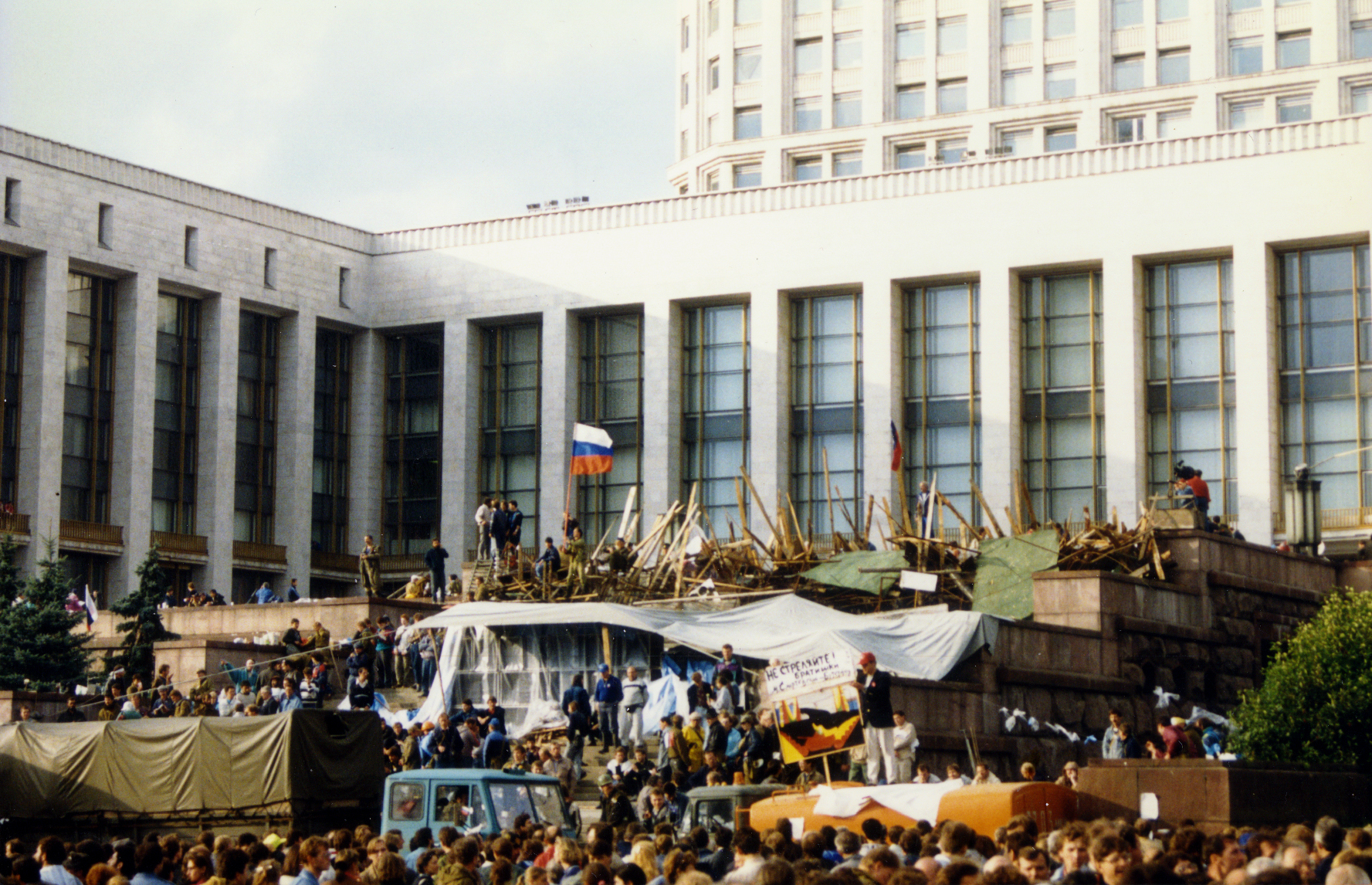
Защитники Белого дома. Август 1991

В ответ на это ряд государственных и партийных деятелей предприняли попытку узурпировать власть, известную также как «августовский путч». 19 августа 1991 года группа политиков из окружения Горбачёва объявила о создании Государственного комитета по чрезвычайному положению (ГКЧП). Они потребовали от находившегося на отдыхе в Крыму президента введения в стране чрезвычайного положения или временной передачи власти вице-президенту Геннадию Янаеву. Власти только двух союзных республики — Азербайджанской и Белорусской ССР — поддержали ГКЧП, власти других республик — РСФСР, Украинской ССР, Казахской ССР, Киргизской ССР, Молдавии, Армении, Латвии, Литвы, Эстонии — отвергли акты ГКЧП (власти Грузии неожиданно заняли нейтральную позицию).
После объявления о создании ГКЧП и изоляции Горбачёва в Крыму, Ельцин возглавил противодействие ГКЧП и превратил Дом Советов России (Белый дом) в центр сопротивления. Уже в первый день событий Ельцин, выступая с танка перед Белым домом, назвал действия ГКЧП государственным переворотом, затем обнародовал ряд указов о непризнании действий ГКЧП. 23 августа Ельцин подписал указ о приостановлении деятельности КП РСФСР, а 6 ноября — о прекращении деятельности КПСС. 24 августа М. С. Горбачёв сложил полномочия Генсека ЦК КПСС, распустил ЦК КПСС и правительство СССР.

### Сентябрь — декабрь 1991

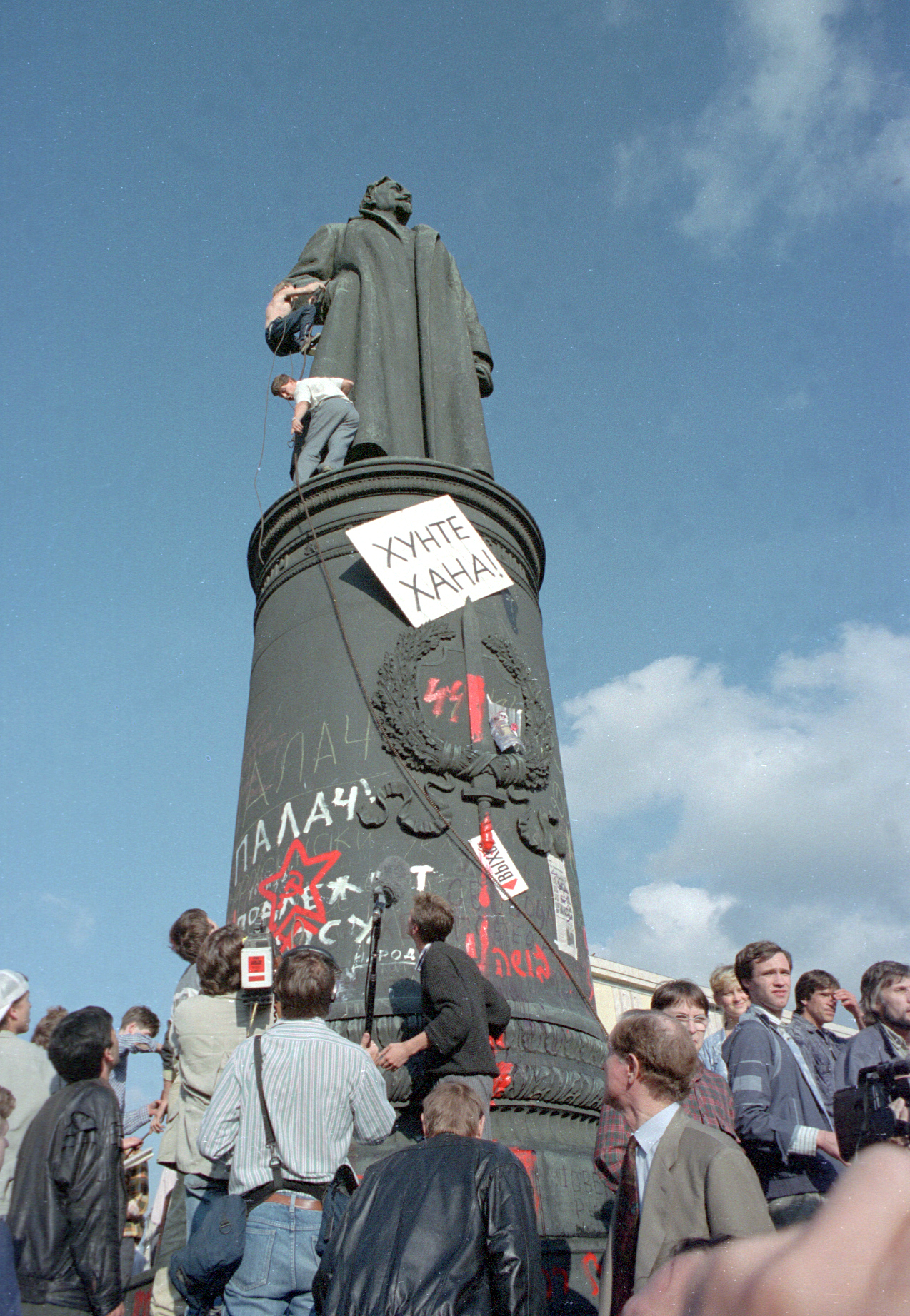
Снос памятника Дзержинскому, 22 августа 1991 года

Поражение и самороспуск ГКЧП фактически привёл к краху центральной власти СССР, союзный центр в лице Президента СССР Горбачёва стал стремительно терять власть, происходит переподчинение властных структур республиканским лидерам и ускорение распада Союза. В течение месяца после путча объявили о независимости одна за другой власти почти всех союзных республик. Некоторые из них для придания легитимности этим решениям провели референдумы о независимости.
Период между провалом ГКЧП и юридическим оформлением распада СССР к Перестройке обычно относить не принято; это своего рода «безвременье», когда, с одной стороны, единое государство формально ещё продолжало существовать, а с другой — советская история подошла к своему завершению и окончательная ликвидация СССР стала лишь вопросом времени.
2—5 сентября 1991 года состоялся V (внеочередной) Съезд народных депутатов СССР. Из принятых на Съезде документов следовало, что действие Конституции СССР приостанавливалось. Съезд постановил распустить Съезд народных депутатов СССР и Верховный Совет СССР. Сам Верховный Совет СССР реорганизовывался, и вместо высшего законодательного органа он превращался в совещательный аморфный орган с неясным составом и функциями. Вместо правительства СССР был создан временный орган — Межреспубликанский экономический комитет, в котором республики были представлены на паритетных началах.
Незамедлительно, в сентябре 1991, западными странами была массово признана независимость прибалтийских республик (которая ими была объявлена ещё в начале 1990-го).
В середине октября российский парламент принял постановление, согласно которому решения союзных органов власти (в том числе возглавляемого Горбачевым Государственного Совета) для органов власти республики носили лишь рекомендательный характер. Ельцин подписал аналогичный указ о постановлениях Госплана.
18 октября 1991 года в Москве в Кремле был заключён Договор об Экономическом сообществе, преамбула которого начиналась словами: «Независимые государства, являющиеся и бывшие субъектами Союза Советских Социалистических Республик, безотносительно к их нынешнему статусу…», что означало фактическое признание независимости республик, которые ранее объявили о выходе из Союза. Его подписали лидеры восьми республик, в том, числе и те, которые заявили о выходе из СССР (Белорусская ССР, Казахская ССР, РСФСР, Туркменская ССР и объявившие о независимости Армения, Кыргызстан, Таджикистан, Узбекистан), а также М. С. Горбачёв как президент СССР. Участниками договора признавались свобода выхода из сообщества, частная собственность, свобода предпринимательства и конкуренция. Договором разрешалось введение национальных валют; предполагалось разделение золотого запаса СССР, его алмазного и валютного фондов.

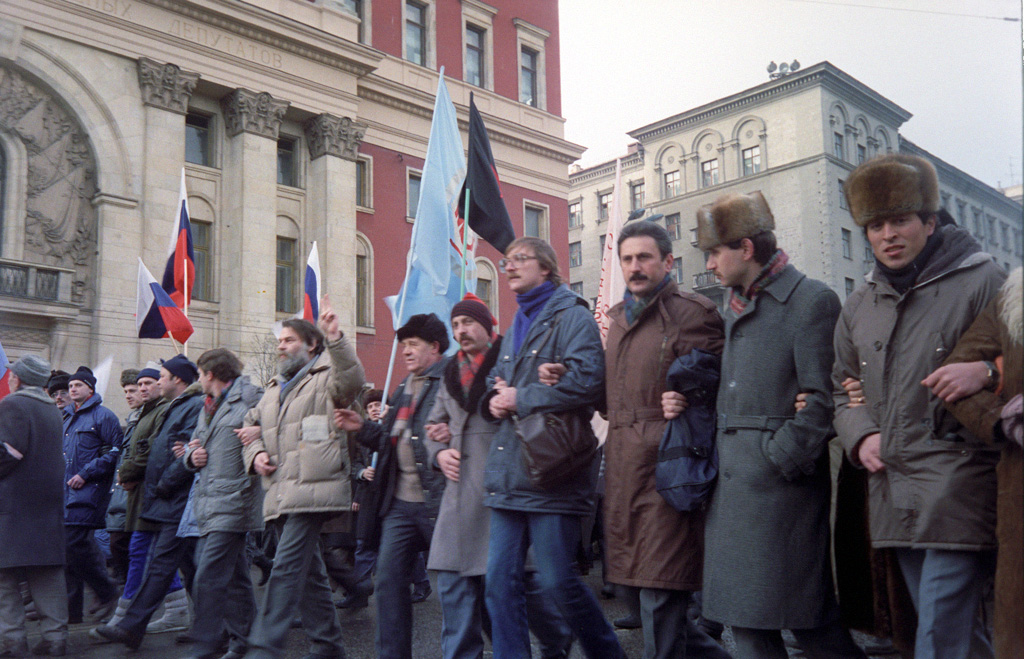
Митинг в поддержку демократических преобразований. Москва. 30 ноября 1991

22 октября 1991 года было издано постановление Государственного совета СССР об упразднении союзного КГБ. На его базе было предписано создать Центральную службу разведки (ЦСР) СССР (внешняя разведка, на базе Первого главного управления), Межреспубликанскую службу безопасности (внутренняя безопасность) и Комитет по охране государственной границы. КГБ союзных республик переводились «в исключительную юрисдикцию суверенных государств». Окончательно общесоюзная спецслужба была ликвидирована 3 декабря 1991 года.
В конце октября 1991 года Россия полностью прекратила перечислять налоги в союзный бюджет. С 1 ноября 1991 года Советский Союз был финансовым банкротом. 4 ноября 1991 года Ельцин подписал указ, в соответствии с которым российский Центральный банк взял на себя полностью финансирование всего союзного бюджета и всех союзных органов.
6 ноября 1991 года указом Президента РСФСР Б. Ельцина деятельность КПСС и её республиканской организации — Коммунистической партии РСФСР на территории РСФСР была прекращена(Спустя год Конституционный суд РФ признал конституционным запрет руководящих структур КПСС и КП РСФСР, но не первичных территориальных организаций партии, «постольку, поскольку эти организации сохраняли свой общественный характер и не подменяли государственные структуры», а также при их организационном оформлении с соблюдением требований законодательства РФ).
13 ноября 1991 года Верховный совет СССР, в котором главную роль играла делегация РСФСР, делегации республик, не разрешил государственному банку СССР какое бы то ни было финансирование правительства и президентской администрации СССР. С 13 ноября 1991 года президент Горбачев перестал получать заработную плату и не мог платить заработную плату своему личному аппарату и дипломатическим ведомствам. Потом этим дипломатическим ведомствам стало платить заработную плату руководство РСФСР.
14 ноября Госсовет принял Постановление ГС-13 «Об упразднении министерств и других центральных органов Государствен‌ого Управления СССР». По нему с 1 декабря 1991 года ликвидации подлежали 70 министерств и ведомств СССР. Прекращали своё существование ¾ союзных министерств, государственных комитетов и других органов государственного управления СССР. При этом уволены будут 36 тысяч человек.
14 ноября 1991 года семью республиками из двенадцати (Белоруссия, Казахстан, Кыргызстан, Россия, Таджикистан, Туркмения, Узбекистан) было принято решение по заключению договора о создании Союза Суверенных Государств (ССГ) как конфедерации со столицей в Минске. Подписание было намечено на 9 декабря 1991 года.
27 ноября 1991 года опубликован Указ президента РСФСР «О реорганизации центральных органов государственного управления РСФСР», по которому свыше 70 союзных министерств и ведомств переводятся под российскую юрисдикцию.
Референдум на Украине, проведённый 1 декабря 1991, на котором сторонники независимости победили даже в таком традиционно пророссийски настроенном регионе как Крым, сделал (по мнению некоторых политиков, в частности, Б. Н. Ельцина) сохранение СССР в каком бы то ни было виде окончательно невозможным.

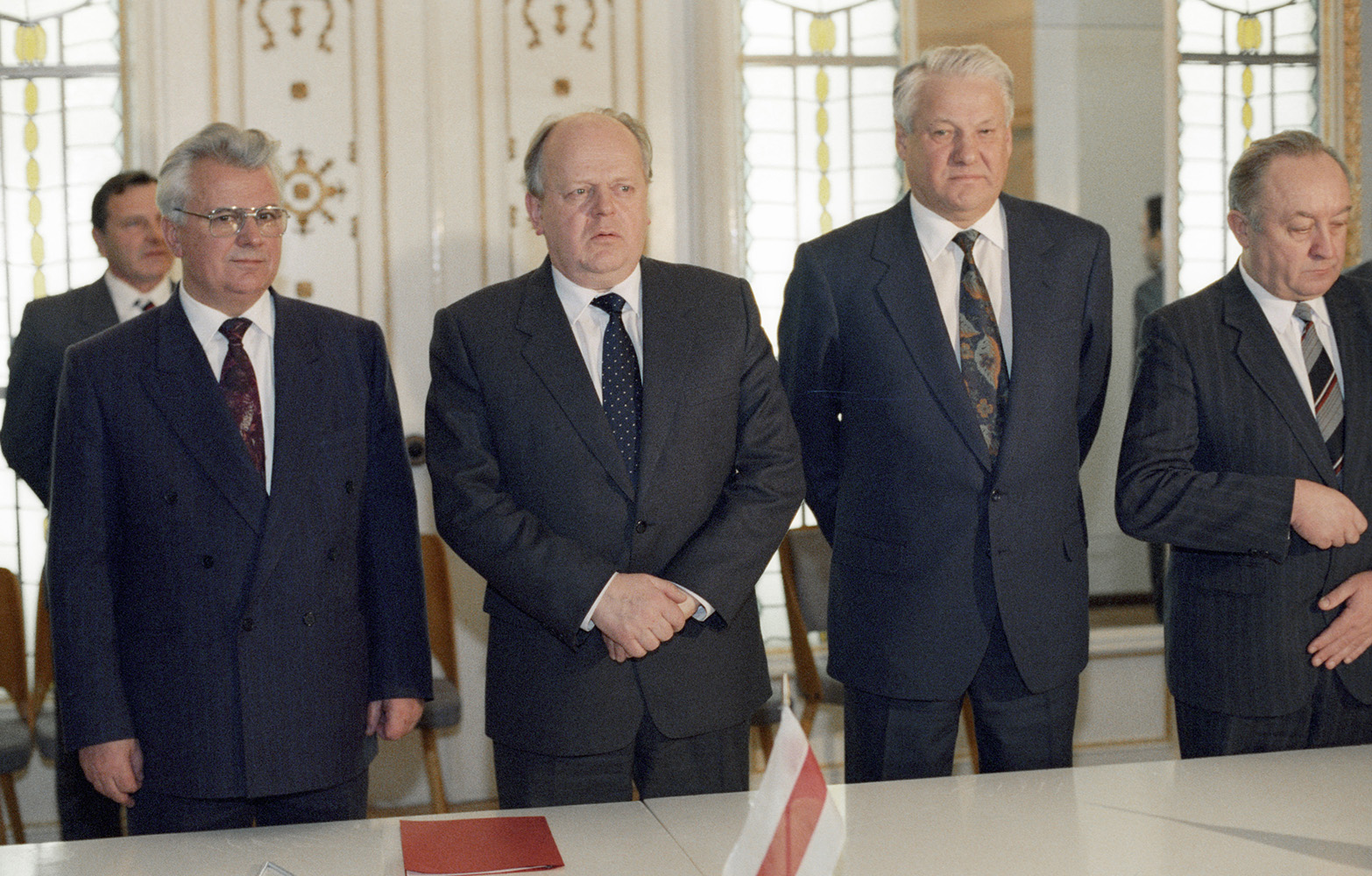
Леонид Кравчук (крайний слева), Станислав Шушкевич (второй слева), Борис Ельцин (второй справа) и Вячеслав Кебич (крайний справа) после подписания Беловежского соглашения

8 декабря 1991 года главы трёх из четырёх республик, основателей СССР, — Белоруссии, России и Украины, — собравшись в Беловежской пуще (село Вискули, Белоруссия), констатировали, что СССР прекращает своё существование, объявили о невозможности образования ССГ и подписали Соглашение о создании Содружества Независимых Государств (СНГ). Подписание соглашений вызвало негативную реакцию Горбачёва, однако после августовского путча реальной властью он уже не обладал. По выражению Б. Н. Ельцина, Беловежское соглашение не распускало СССР, а лишь констатировало его фактический к тому моменту распад.
12 декабря 1991 года Верховный Совет РСФСР ратифицировал Беловежское соглашение. Российский парламент ратифицировал документ подавляющим большинством голосов: «за» — 188 голосов, «против» — 6 голосов, «воздержались» — 7. Тогда же Верховный Совет РСФСР денонсировал Договор об образовании СССР 30 декабря 1922 года и принял постановление об отзыве российских депутатов из Верховного Совета СССР.
16 декабря Верховный Совет РСФСР принял постановление, по которому все имущество союзного парламента перешло в собственность парламента России.
18 и 19 декабря, опираясь на ратификацию Беловежских Соглашений, Ельцин своими указами упразднил почти все оставшиеся исполнительные органы власти СССР: МИД СССР, МВД СССР, Центральную службу разведки, Межреспубликанскую службу безопасности, Комитет по оперативному управлению народным хозяйством.
19 декабря стало известно о подготовке Указа Президента РСФСР Б. Ельцина о переходе имущества Аппарата Президента СССР и Межгосударственного экономического комитета в распоряжение российских властей в связи с прекращением деятельности органов бывшего Союза ССР на территории Российской Федерации. Так же согласно этому указу надлежало передать на баланс Государственного комитета РСФСР по управлению государственным имуществом по согласованию с Администрацией Президента РСФСР здания, сооружения, предприятия, организации и учреждения, финансовые средства остальных органов бывшего Союза ССР на всей территории Российской Федерации. Таким образом, происходила передача всего союзного имущества и союзных органов власти в ведение республиканского руководства России.
21 декабря 1991 года к Беловежскому соглашению о создании СНГ присоединились Азербайджан, Армения, Казахстан, Кыргызстан, Молдавия, Таджикистан, Туркмения, Узбекистан. Эти республики подписали в Алма-Ате совместно с Белоруссией, Россией и Украиной Декларацию о целях и принципах СНГ и протокол к соглашению о создании СНГ (от участия в СНГ уклонились Грузия и республики Прибалтики). Главы одиннадцати бывших союзных республик объявили о прекращении существования Союза Советских Социалистических Республик. Лидеры республик, образовавших СНГ, уведомляли Горбачёва о прекращении существования института Президента СССР и выражали благодарность Горбачёву «за положительный вклад».
25 декабря 1991 года Президент СССР Михаил Горбачёв уходит в отставку со своего поста, над 1-м корпусом Кремля происходит символическая смена флага СССР на российский триколор. 26 декабря 1991 года одна из палат Верховного Совета СССР (вторая прекратила работу раньше, лишившись кворума) принимает декларацию, констатирующую упразднение СССР и прекращение своей деятельности.

## Экономические реформы
К середине 1980-х годов все проблемы существовавшей в СССР плановой экономики обострились. Существующий дефицит потребительских товаров, в том числе продовольственных, резко усилился. Значительное падение выручки от экспорта нефти (поступления в бюджет от экспорта нефти сократились в 1985—1986 гг. на 30 %) привело к нехватке иностранной валюты для импорта, в том числе потребительских товаров. По мнению ряда авторов, усиливалось отставание СССР в развитии наукоёмких отраслей экономики. Так, Александр Семёнович Нариньяни писал в 1985 году: «Положение в советской вычислительной технике представляется катастрофическим. … Разрыв, отделяющий нас от мирового уровня, растёт всё быстрее… Мы близки к тому, что теперь не только не сможем копировать западные прототипы, но и вообще окажемся не в состоянии даже следить за мировым уровнем развития.»
На апрельском 1985 года Пленуме ЦК КПСС было впервые открыто заявлено об имеющихся в СССР экономических и социальных проблемах. На апрельском Пленуме был сделан упор на техническое перевооружение и модернизацию производства, ускоренное развитие прежде всего машиностроения как основы перевооружения всего народного хозяйства (так называемое «ускорение»).
В дополнение к этому в начальный период перестройки было принято несколько недостаточно продуманных решений. В мае 1985 года было издано Постановление ЦК КПСС «О мерах по преодолению пьянства и алкоголизма». Данное решение ставило своей целью разрешение как социальных, так и экономических задач, в первую очередь дисциплины труда, и должно было способствовать росту производительности труда, его качества. Предусматривалось сокращение производства водки и других ликёро-водочных продуктов на 10 % в год. К 1988 года должно было быть прекращено производство плодово-ягодных вин. Эти меры привели к временному снижению смертности в стране, но их экономический эффект был отрицательным и выразился в более чем 20-миллиардных потерях поступлений в бюджет, переходу в разряд дефицитных продуктов, ранее бывших в свободной продаже (соки, крупы, карамель и пр.), резкому увеличению самогоноварения и росту смертности в связи с отравлениями поддельным алкоголем и суррогатами.
В начале 1986 года состоялся XXVII съезд КПСС, на котором был принят целый ряд экономических и социальных программ, предусматривающих новую инвестиционную и структурную политику. В частности, предусматривалось выполнение таких долгосрочных программ, как «Жильё—2000» и др.
19 ноября 1986 года был принят Закон СССР «Об индивидуальной трудовой деятельности».
В 1987 году в СССР была проведена экономическая реформа, нанёсшая решающий удар по плановой экономике. В общих чертах реформой предусматривалось: расширение самостоятельности предприятий на принципах хозрасчёта и самофинансирования; постепенное возрождение частного сектора экономики (на начальном этапе — через деятельность кооперативов в сфере услуг и производства товаров народного потребления); отказ от монополии внешней торговли; более глубокая интеграция в мировой рынок; сокращение числа отраслевых министерств и ведомств; признание равенства на селе пяти основных форм хозяйствования (наряду с колхозами и совхозами агрокомбинатов, арендных кооперативов и фермерских хозяйств); закрытие убыточных предприятий; создание коммерческих банков.
13 января 1987 г. Совет Министров СССР принял Постановление № 48, разрешившее создание совместных предприятий с участием советских организаций и фирм капиталистических и развивающихся стран.
11 июня 1987 года было принято Постановление ЦК КПСС и Совета Министров СССР № 665 «О переводе предприятий и организаций отраслей народного хозяйства на полный хозрасчёт и самофинансирование».
17 июля 1987 года вышло Постановление ЦК КПСС и Совета Министров СССР «О совершенствовании системы банков в стране и усилении их воздействия на повышение эффективности экономики», которым были установлены основные направления деятельности отраслевых банков.
Ключевым документом реформы стал принятый тогда же «Закон о государственном предприятии» (вступал в силу с 1 января 1988 г.), предусматривавший значительное расширение прав предприятий. Им, в частности, разрешалось вести самостоятельную экономическую деятельность после выполнения обязательного государственного заказа. Сокращалось количество министерств и ведомств, хозрасчёт внедрялся во все отрасли народного хозяйства. Закон предусматривал выборность (путём открытого или тайного голосования) как руководителя предприятия (объединения, структурной единицы), так и руководителей подразделений (производств, цехов, отделений, участков, ферм и звеньев, а также — мастеров и бригадиров). Однако предоставление трудовым коллективам государственных предприятий права выбора директоров и предоставление предприятиям полномочий регулировать заработную плату привело к зависимости директоров предприятий от решений трудовых коллективов и повышению зарплаты, не обеспеченной наличием на потребительском рынке соответствующего объёма товаров.
В феврале 1987 года Совет Министров СССР издал постановление «О создании кооперативов по производству товаров народного потребления», 26 мая 1988 года был принят Закон СССР «О кооперации в СССР», разрешивший кооперативам заниматься любыми не запрещёнными законом видами деятельности, в том числе торговлей.
Однако надежды на то, что кооперативы быстро ликвидируют товарный дефицит, приведут к улучшению качества обслуживания, оказались неоправданными. Большинство кооперативов занялось откровенной спекуляцией либо финансовыми операциями по обналичиванию денег.
В итоге это привело, при сохранении государственных цен, административно установленных практически на все товары намного ниже равновесного уровня, через разнообразные механизмы допускающие «обналичку» средств со счетов предприятий, к ещё большему усилению дефицита и появлению широкого слоя «кооператоров», чьи доходы в принципе не регулировались никакими нормами.
Одним из положительных результатов экономических преобразований стало прекращение снижения темпов прироста национального производства и производительности труда в середине 1980-х годов. В значительной степени это определялось ростом инвестиций, что, однако, сопровождалось увеличением бюджетного дефицита, который в 1985 года составил 17-18 млрд рублей, а в 1986 году увеличился почти втрое. Дефицит отчасти был вызван сокращением валютных поступлений, продолжавшейся афганской войной, чернобыльской аварией и потерями от антиалкогольной кампании, однако главной причиной сокращения бюджетных поступлений стало постепенное снижение отчисляемой государству доли прибыли предприятий и организаций (соответствующий показатель снизился с 56 % в 1985 году до 36 % в 1989—1990 годах).
Ещё более радикальные реформы предусматривалось провести в период после XIX партийной конференции, в 1988 году.
2 декабря 1988 года Совет Министров СССР принял постановление № 1405 «О дальнейшем развитии внешнеэкономической деятельности государственных, кооперативных и иных общественных предприятий, объединений и организаций». Оно предусматривало, что предприятия, объединения, производственные кооперативы и иные организации могут направлять на экспорт производимую ими продукцию (работы, услуги) и что они вправе расходовать по решению трудовых коллективов имеющиеся средства в переводных рублях и национальных валютах стран — членов СЭВ полностью и до 10 процентов (до 15 процентов для предприятий, объединений и организаций Дальневосточного экономического района) средств в других видах валют, включая свободно конвертируемую валюту, на приобретение товаров народного потребления, медикаментов и медицинской техники, укрепление материально-технической базы социально-культурной сферы.
14 марта 1989 года в газете «Правда» было опубликовано Постановление Президиума Верховного Совета СССР от 13 марта 1989 года «О проекте Общих принципов перестройки руководства экономикой и социальной сферой в союзных республиках на основе расширения их суверенных прав, самоуправления и самофинансирования»; этой публикацией, согласно аннотации к проекту, открывалась дискуссия касаемо расширения экономической автономии союзных республик.
18 мая 1989 года Совет Министров СССР принял постановление № 412 «О развитии хозяйственной деятельности советских организаций за рубежом».

В результате государственная монополия внешней торговли была фактически ликвидирована, а предприятия-экспортёры получили в своё распоряжение большие объёмы не обеспеченных товарной массой денег, что в условиях сохранения регулируемых цен привело лишь к увеличению товарного дефицита.
К 1989 году стало ясно, что попытка реформирования экономики в рамках социалистической системы провалилась. Введение в государственно-плановую экономику отдельных элементов рынка (хозрасчёт государственных предприятий, мелкое частное предпринимательство) не дало положительного результата. Страна всё глубже погружалась в пучину хронического товарного дефицита и общего экономического кризиса. Осенью 1989 года в Москве впервые после Великой Отечественной войны были введены талоны на сахар. Значительно увеличился процент бракованной продукции, участились катастрофы и аварии на производстве. Государственный бюджет на 1989 год был впервые за долгое время свёрстан с дефицитом.

В этой связи руководство страны начало всерьёз рассматривать возможность перехода к полноценной рыночной экономике, которая ещё недавно безусловно отвергалась как противоречащая социалистическим устоям. После I Съезда народных депутатов было сформировано новое Правительство СССР во главе с Николай Иванович Рыжковым. В его составе было 8 академиков и членов-корреспондентов АН СССР, около 20 докторов и кандидатов наук. Новое Правительство изначально ориентировалось на осуществление радикальных экономических реформ и принципиально другие методы управления. В связи с этим существенно изменилась структура Правительства и значительно сократилось число отраслевых министерств: с 52 до 32, то есть почти на 40 %.

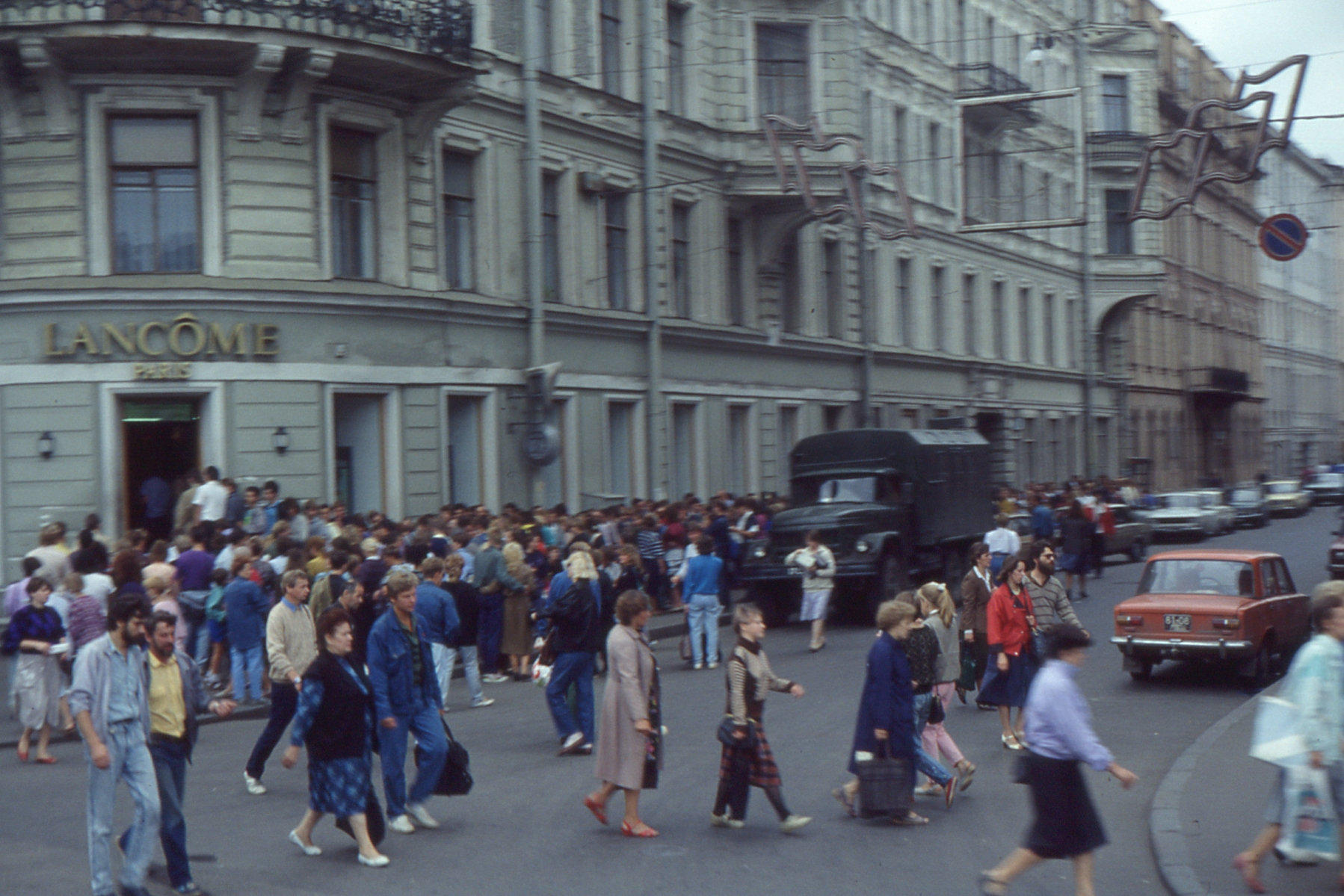
Ленинград, Невский проспект, 1991 год, очередь в магазин косметики и парфюмерии Lancôme

В мае 1990 года Николай Иванович Рыжков выступил на заседании Верховного Совета СССР с докладом об экономической программе Правительства. Рыжков излагал разработанную «комиссией Абалкина» концепцию перехода к регулируемой рыночной экономике. Она предусматривала реформу цен. Это выступление привело к чрезвычайной ситуации в московской торговле: пока Рыжков выступал в Кремле, в городе было всё распродано: месячный запас растительного и сливочного масла, трёхмесячный запас блинной муки, продано крупы в 7-8 раз больше обычного, вместо 100 тонн соли — 200.
По стране прокатилась волна митингов с требованием не повышать цены. Михаил Горбачёв, неоднократно обещавший, что цены в СССР останутся на прежнем уровне, дистанцировался от правительственной программы. Верховный Совет СССР отложил осуществление реформы, предложив Правительству доработать её концепцию.
В июне 1990 года Верховный Совет СССР принял Постановление «О концепции перехода к рыночной экономике», а в октябре 1990 года были приняты «Основные направления по стабилизации народного хозяйства и перехода к рыночной экономике». Документы предусматривали постепенную демонополизацию, децентрализацию и разгосударствление собственности, учреждение акционерных обществ и банков, развитие частного предпринимательства. В декабре 1990 года правительство Н. И. Рыжкова было отправлено в отставку. Совет Министров СССР был преобразован в Кабинет Министров СССР во главе с премьер-министром Валентином Сергеевичем Павловым.
Но деятельность Кабинета Министров в 1991 г. свелась к двукратному повышению цен со 2 апреля 1991 г. (они, однако, остались регулируемыми), а также к обмену 50- и 100-рублёвых банкнот на купюры нового образца (Денежной реформе Павлова). Обмен проводился в течение всего 3 дней 23-25 января 1991 года и с серьёзными ограничениями. Объяснялось это тем, что теневые дельцы якобы накопили огромные суммы в крупных банкнотах.
Экономика СССР в начале 1990-х годов переживала кризис, который выражался в общем спаде производства и почти всех экономических показателей, в 12,8-процентном дефиците бюджета 1990 года, в резком росте внешнего долга до приблизительно 103,9 млрд долларов. Некоторые товары народного потребления, такие как мыло и спички, распределялись по карточкам. Появились республиканские и региональные таможни, новые республиканские валюты.
Также стоит отметить существование трёх разных курсов рубля для разных целей (не считая переводной рубль). Так, к концу 1990 года советские обменные курсы включали официальный курс 1,66 доллара за рубль (прим. ред. соответствует официальному курсу на 13.06.1990), коммерческий курс 60 центов за рубль и туристический курс 17 центов за рубль, который вскоре снизился до 3,6 цента за рубль.

## Изменения во внешней политике

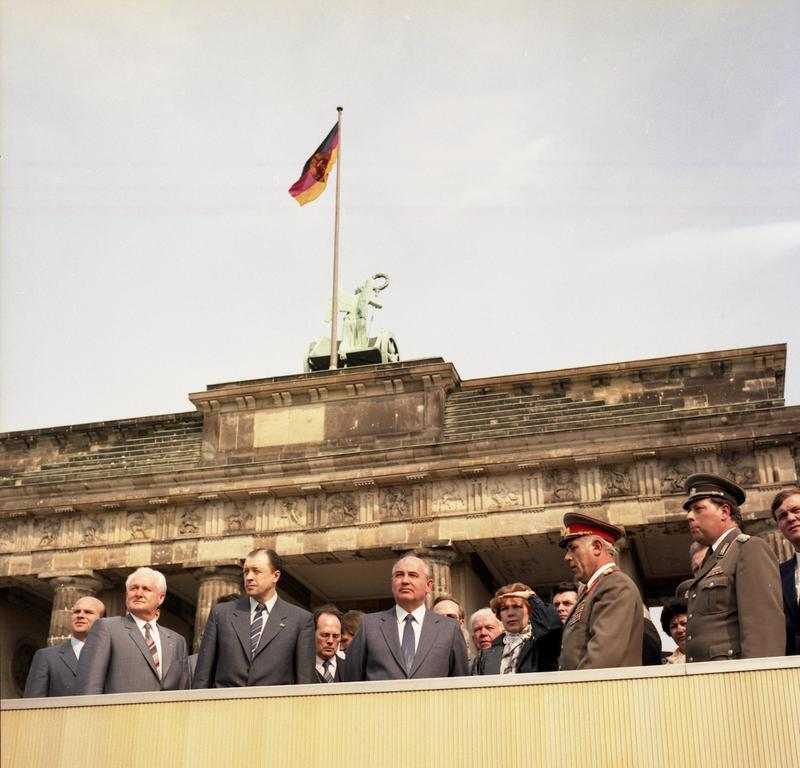
Михаил Горбачёв у Бранденбургских ворот в Берлине. 1986

Придя к власти, М. С. Горбачёв взял курс на улучшение отношений с США. Одной из причин этого было желание снизить непомерные военные расходы (25 % госбюджета СССР). Была провозглашена политика «Нового мышления» в международных делах.

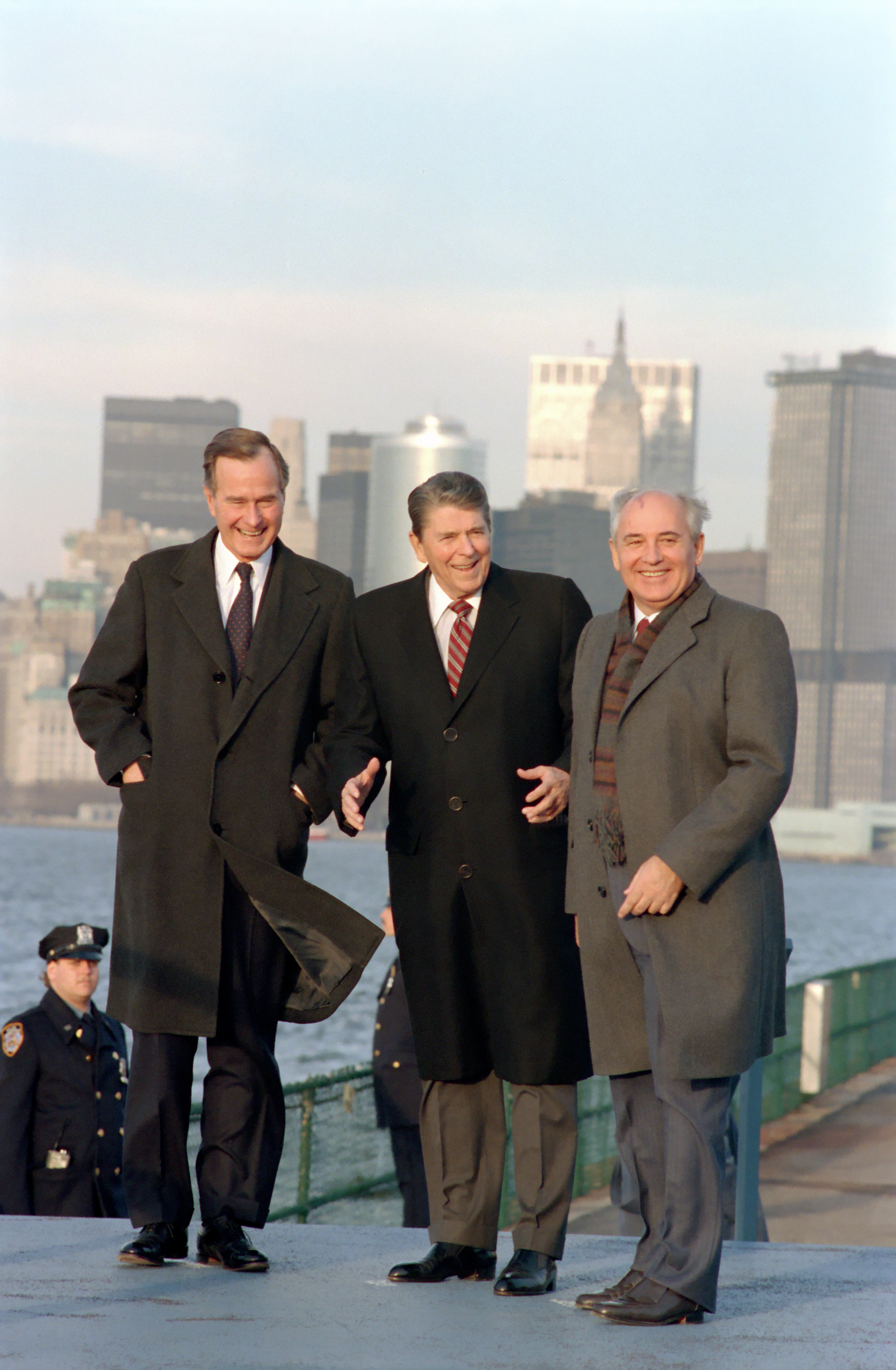
Михаил Горбачёв, Рональд Рейган (в центре) и Джордж Буш (слева) в США. 1988

Вместе с тем, в первые два года горбачёвского правления внешняя политика СССР оставалась достаточно жёсткой. Первая встреча Горбачёва с Президентом США Рональдом Рейганом в Женеве осенью 1985 года завершилась мало к чему обязывающей торжественной Декларацией о недопустимости ядерной войны. 15 января 1986 года было опубликовано «Заявление Советского правительства», содержавшее программу ядерного разоружения к 2000 году. СССР призывал ведущие страны мира присоединиться к соблюдавшемуся Советским Союзом с лета 1985 года мораторию на ядерные испытания и поэтапно сократить различные виды ядерного оружия.
Некоторым коррективам была подвергнута советская политика в Афганистане, где СССР произвёл в мае 1986 года замену руководства страны. Новый Генеральный секретарь НДПА Мохаммад Наджибулла провозгласил курс на национальное примирение, принял новую Конституцию, согласно которой был избран в 1987 году президентом Афганистана. Советский Союз стремился укрепить позиции нового руководства, с тем чтобы впоследствии начать вывод советских войск из страны.
В октябре 1986 года состоялась встреча советского и американского лидеров в Рейкьявике, которая обозначила начало нового внешнеполитического курса СССР: Советский Союз впервые выразил готовность пойти на серьёзные уступки своим оппонентам. Хотя М. С. Горбачёв по-прежнему жёстко торговался по условиям договора и в конечном итоге встреча закончилась ничем, советские инициативы имели большой международный резонанс. Встреча в Рейкьявике во многом предопределила последующие события.

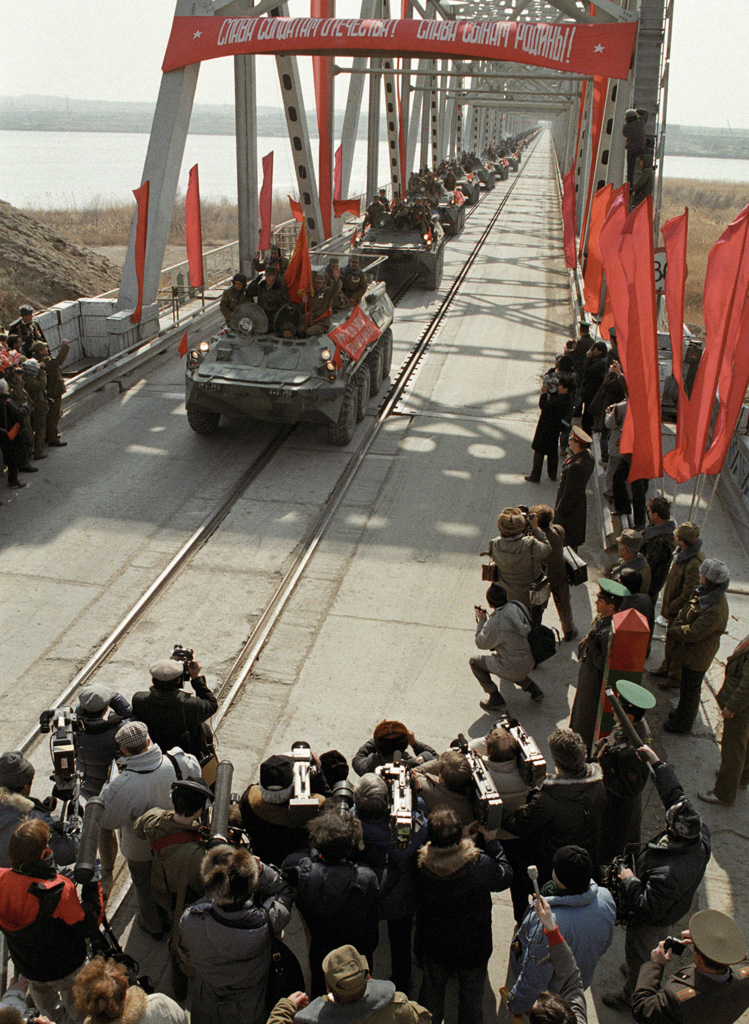
Последняя колонна советских войск из Афганистана пересекает границу СССР, 15 февраля 1989 года

В 1987 году страны Варшавского договора выработали новую, сугубо оборонительную военную доктрину, предусматривающую сокращение в одностороннем порядке вооружений до пределов «разумной достаточности». Сопротивление новому курсу во внешней политике отдельных представителей военного руководства было предотвращено чисткой в армии после беспрепятственного приземления 28 мая 1987 г. на Красной площади самолёта гражданина ФРГ Матиаса Руста. Новым министром обороны 30 мая 1987 г. стал генерал армии Дмитрий Tимофеевич Язов, сменивший на этой должности Сергея Леонидовича Соколова.
Основные идеи нового внешнеполитического курса были сформулированы Горбачёвым в его книге «Перестройка и новое мышление для нашей страны и для всего мира», вышедшей в 1987 году. Согласно Горбачёву, все идеологические и экономические разногласия между мировыми системами социализма и капитализма должны отступить перед необходимостью защиты общечеловеческих ценностей. В этом процессе страны-лидеры должны жертвовать своими интересами в пользу малых стран, общих целей мира и разрядки в силу того, что для выживания в ядерный век нужна взаимная добрая воля.

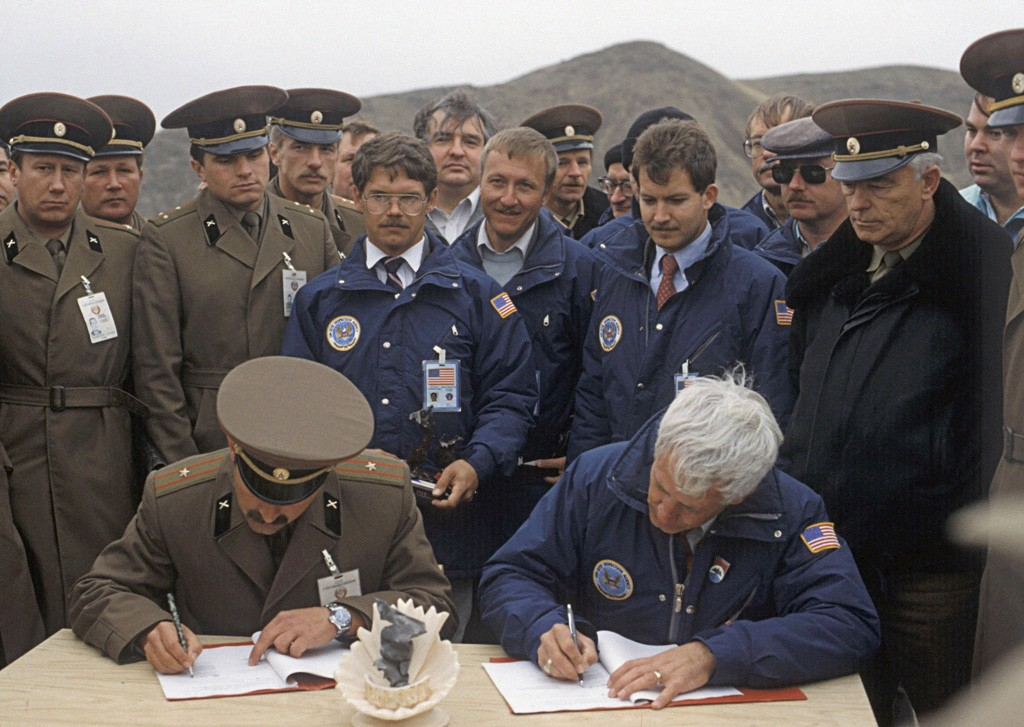
Советские и американские военные на военной базе в Казахстане подписывают донесение об уничтожении последних ракет ОТР-23, 27 октября 1989 года

Помимо самого Михаила Сергеевича Горбачёва и министра иностранных дел СССР Эдуарда Амвросиевича Шеварднадзе, большую роль в разработке и реализации концепции «нового мышления» сыграл Александр Николаевич Яковлев, с сентября 1988 года занимавший должность председателя Комиссии ЦК КПСС по вопросам международной политики.

С 1987 года накал противостояния США и СССР начал резко снижаться, и за последующие 2—3 года конфронтация полностью сошла на нет. Однако ослабление противостояния было достигнуто во многом за счёт уступчивости советского руководства. М. С. Горбачёв и его окружение пошли на значительные уступки при заключении Договора о ракетах средней и меньшей дальности (подписан 8 декабря 1987 г. на состоявшейся в Вашингтоне встрече Р. Рейгана и М. С. Горбачёва). Советские войска были выведены из Афганистана к февралю 1989 года. Холодная война заканчивалась.

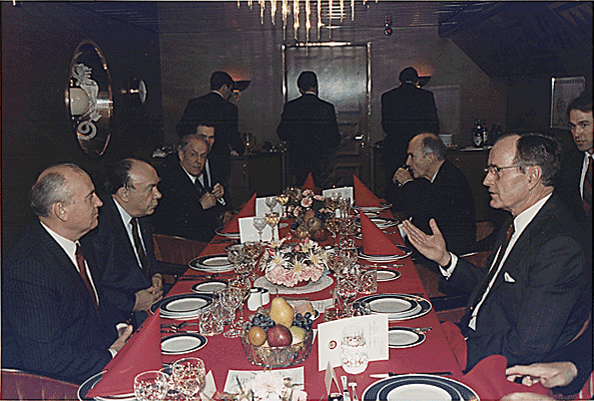
Мальтийский саммит в 1989 году. Яковлев, Горбачёв и Джордж Буш.

Власти СССР не препятствовали падению коммунистических режимов в Центральной и Восточной Европе во второй половине 1989 года; в частности, не препятствовали объединению Германии. Старые предложения об одновременном роспуске ОВД и НАТО были забыты, после непродолжительных переговоров М. Горбачёв и Э. Шеварднадзе согласились со включением всей объединённой Германии в состав НАТО.
21 ноября 1990 года в Париже была подписана так называемая «Хартия для новой Европы», провозгласившая фактический конец полувекового противостояния двух систем и начало новой эры «демократии, мира и единства». Весной 1991 года были распущены Организация Варшавского договора и СЭВ. Были выведены советские войска из Польши, Чехословакии и Венгрии, начался вывод войск из Германии.
Существует мнение, перестройка привела к приливу оптимизма в США и помогла американцам преодолеть кризис, в котором они пребывали все предыдущее десятилетие.

## Сепаратизм и конфликты в союзных республиках

#### Казахстан
В декабре 1986 года после снятия казаха Динмухамеда Кунаева с должности первого секретаря Центрального комитета Коммунистической партии Казахстана и назначения на его место русского Геннадия Колбина в Алма-Ате произошли беспорядки. Демонстрации казахской молодёжи, которая выступала против Колбина (так как он не имел никакого отношения к Казахстану), были подавлены властями. Декабрьские события в Алма-Ате, известные также как Желтоксан (каз. Желтоқсан көтерілісі — «Декабрьские события») — выступления казахской молодёжи, произошедшие 17 — 18 декабря 1986 года в Алма-Ате, бывшей в то время столицей Казахской ССР, принявшие форму массовых протестов и народных восстаний против коммунистической власти. По официальной версии, волнения начались из-за решения Генерального секретаря ЦК КПСС М. С. Горбачёва о снятии с должности первого секретаря компартии Казахстана Динмухамеда Кунаева, и замене его на ранее никогда не работавшего в Казахстане Геннадия Колбина, первого секретаря Ульяновского обкома партии. Участники мирного митинга требовали назначить на должность главы республики представителя коренного населения. Позже волнения казахской молодёжи прошли и в других городах и регионах Казахстана.
Декабрьские события в Казахстане стали одним из первых в СССР массовых митингов против диктата центра, позже аналогичные события произошли и в других национальных республиках Советского Союза. Глубинной причиной конфликта было нарастание экономических трудностей советской системы в условиях разных этнодемографических тенденций развития двух основных этносов Казахской ССР — русских и казахов, что вело к росту социальной и межнациональной напряжённости. Рождаемость казахов, особенно в сельских регионах юга страны, продолжала оставаться на очень высоком уровне при том, что детская смертность существенно снизилась. Параллельно в крупных городах страны, в том числе Алма-Ате, где имелось русское большинство, несмотря на объявленный процесс коренизации, продолжалась реализация политики русификации. На высшие руководящие посты здесь назначались как этнические казахи, так и русские. Высокий естественный прирост казахов приводил к тому, что представители коренного населения выезжали в города, где возрастала конкуренция за жильё и рабочие места. Этническим казахам из сельской местности стало сложнее трудоустроиться вследствие плохого знания русского языка. Помимо личных качеств было обязательное требование — знание русского языка. В то же время для назначения этнического русского на руководящую работу в Казахстане не требовалось знание казахского языка, даже если он назначался в регионе, где преобладало казахское население. Среди населения росло недовольство.

#### Азербайджан и Армения
В августе 1987 года армяне, проживавшие в Нагорно-Карабахской автономной области Азербайджанской ССР и составлявшие в этой автономной области большинство населения, направили в Москву подписанную десятками тысяч людей петицию о передаче автономной области в состав Армянской ССР. В октябре 1987 в Ереване проходят демонстрации протеста против инцидентов с армянским населением села Чардахлу, к северу от Нагорного Карабаха, где первый секретарь Шамхорского районного комитета КПАз М. Асадов вступил в конфликт с жителями села в связи с их протестами против замены директора совхоза армянина азербайджанцем. В защиту идеи переподчинения Карабаха Армении выступает советник Михаила Горбачёва Абел Аганбегян. Зимой 1987 — 1988 годов в Азербайджан начали прибывать беженцы-азербайджанцы из Кафанского и Мегринского районов Армянской ССР. По данным Горбачёв-фонда, первые группы беженцев начали прибывать с 25 января.
13 февраля 1988 года в Степанакерте проходит первый митинг, на котором выдвигаются требования о присоединении НКАО к Армении. Созданный в НКАО Совет директоров, в который вошли главы крупных предприятий области и отдельные активисты, принимает решение провести сессии городских и районных Советов, а затем созвать сессию областного Совета народных депутатов. 20 февраля внеочередная сессия народных депутатов НКАО обращается к Верховным Советам Армянской ССР, Азербайджанской ССР и СССР с просьбой рассмотреть и положительно решить вопрос о передаче НКАО из состава Азербайджана в состав Армении. 21 февраля Политбюро ЦК КПСС принимает постановление, согласно которому требование о включении Нагорного Карабаха в состав Армянской ССР представляется как принятое в результате действий экстремистов и националистов и противоречащее интересам Азербайджанской ССР и Армянской ССР. Постановление ограничивается общими призывами к нормализации обстановки, выработке и осуществлению мер по дальнейшему социально-экономическому и культурному развитию автономной области.
22 февраля у армянского населённого пункта Аскеран происходит столкновение с использованием огнестрельного оружия между группами азербайджанцев из города Агдам, направляющимися в Степанакерт «для наведения порядка», и местным населением. Погибли 2 азербайджанца. Более массового кровопролития в тот день удалось избежать. Тем временем в Ереване проходит демонстрация. Число демонстрантов к концу дня достигает 45-50 тысяч. В эфире программы «Время» затрагивается тема решения областного Совета НКАО, где оно названо инспирированным «экстремистскими и националистически настроенными лицами». Такая реакция центральной прессы только усиливает негодование армянской общественности. 26 февраля в Ереване проходит митинг, в котором участвует почти 1 миллион человек. В тот же день начинаются первые митинги в Сумгаите.
Вечером 27 февраля в телевизионном интервью заместителя генерального прокурора СССР А. Ф. Катусева впервые официально прозвучали слова о том, что в столкновении близ Аскерана, произошедшем 22 февраля, погибли два азербайджанца. Это сообщение, как утверждается, могло стать одной из причин, которые спровоцировали армянский погром в Сумгаите 27-29 февраля, ставший первым массовым взрывом этнического насилия в новейшей советской истории. По официальным данным Генпрокуратуры СССР, в ходе этих событий погибло 26 армян и 6 азербайджанцев («Известия», 03.03.1988). Армянские источники указывают на то, что эти данные занижены Сотни человек были ранены, огромное количество подверглось насилию, пыткам и издевательствам, многие тысячи стали беженцами. Своевременного расследования причин и обстоятельств погромов, установления и наказания провокаторов и непосредственных участников преступлений не было проведено, что, несомненно, привело к эскалации конфликта.
Постановления Президиума Верховного Совета СССР, Совета Министров СССР и ЦК КПСС, принятые в марте 1988 года по поводу межнационального конфликта в НКАО, не привели к стабилизации положения, поскольку наиболее радикальные представители обеих конфликтующих сторон отвергали любые компромиссные предложения. Большинство членов областного Совета народных депутатов и обкома партии поддержали требования о передаче НКАО из состава Азербайджана в состав Армении, которые были оформлены в соответствующих решениях сессий областного Совета и пленума обкома партии, возглавляемого Г. Погосяном. В НКАО (особенно в Степанакерте) развернулась массированная идеологическая обработка населения — ежедневные многолюдные шествия, митинги, забастовки коллективов предприятий, организаций, учебных заведений области с требованиями отделения от Азербайджана.
Создаётся неформальная организация — комитет «Крунк», который возглавил директор Степанакертского комбината стройматериалов Аркадий Манучаров. Его заявленные цели — изучение истории края, его связей с Арменией, восстановление памятников старины. На деле комитет берёт на себя функции организатора массовых протестов. Указом Верховного Совета Азербайджанской ССР комитет был распущен, однако он продолжил свою деятельность. В Армении разрастается движение поддержки армянского населения НКАО. В Ереване создан комитет «Карабах», лидеры которого призывают к усилению давления на государственные органы с целью передачи НКАО Армении. Одновременно в Азербайджане продолжаются призывы к «решительному наведению порядка» в НКАО. Общественное напряжение и национальная вражда между азербайджанским и армянским населением возрастают с каждым днём. Летом и осенью учащаются случаи насилия в НКАО, увеличивается взаимный поток беженцев.
В НКАО направляются представители центральных советских и государственных органов СССР. Некоторые из выявленных проблем, годами накапливавшихся в национальной сфере, становятся достоянием гласности. ЦК КПСС и Совет Министров СССР в срочном порядке принимают Постановление «О мерах по ускорению социально-экономического развития Нагорно-Карабахской автономной области Азербайджанской ССР в 1988—1995 годах». 14 июня Верховный Совет Армении даёт согласие на включение Нагорно-Карабахской автономной области в состав Армянской ССР. 17 июня Верховный Совет Азербайджана принимает решение о том, что Нагорный Карабах должен остаться в составе республики: «В ответ на обращение Верховного Совета Армянской ССР Верховный Совет Азербайджанской ССР, исходя из интересов сохранения сложившегося национально-территориального устройства страны, закреплённого Конституцией СССР, руководствуясь принципами интернационализма, интересами азербайджанского и армянского народов, других наций и народностей республики, счёл передачу НКАО из Азербайджанской ССР в состав Армянской ССР невозможной». В июле в Армении проходят многодневные забастовки коллективов предприятий, организаций, учебных заведений, массовые митинги. В результате столкновения между митингующими и военнослужащими Советской Армии в ереванском аэропорту «Звартноц» погиб один из митингующих. Католикос Вазген I обращается по республиканскому телевидению с призывом к мудрости, спокойствию, чувству ответственности армянского народа, к прекращению забастовки. Призыв остаётся неуслышанным. В Степанакерте уже несколько месяцев не работают предприятия и организации, каждый день проводятся шествия по улицам города и массовые митинги, обстановка накаляется всё больше. Как сообщают корреспонденты «Известий», из Армении поступает мощная поддержка — сотни людей ежедневно уезжают в Ереван и, наоборот, приезжают в Степанакерт (для этого организован воздушный мост между этими городами, число авиарейсов порой доходит до 4 — 8 в день).
По состоянию на середину июля, в Азербайджан из Армении выехало около 20 тыс. человек (более 4 тыс. семей). Тем временем ЦК КПАз пытается нормализовать обстановку в местах компактного проживания азербайджанцев в Армении. В Армянскую ССР продолжают прибывать беженцы из Азербайджана. По данным местных властей, на 13 июля в Армению прибыло 7265 человек (1598 семей) из Баку, Сумгаита, Мингечаура, Казаха, Шамхора и других городов Азербайджана.
18 июля состоялось заседание Президиума Верховного Совета СССР, на котором были рассмотрены решения Верховных Советов Армянской ССР и Азербайджанской ССР о Нагорном Карабахе и принято Постановление по данному вопросу. В Постановлении отмечено, что, рассмотрев просьбу Верховного Совета Армянской ССР от 15 июня 1988 г. о переходе Нагорно-Карабахской автономной области в состав Армянской ССР (в связи с ходатайством Совета народных депутатов НКАО) и решение Верховного Совета Азербайджанской ССР от 17 июня 1988 г. о неприемлемости передачи НКАО в состав Армянской ССР, Президиум Верховного Совета считает невозможным изменение границ и установленного на конституционной основе национально-территориального деления Азербайджанской ССР и Армянской ССР. В сентябре в Нагорно-Карабахской автономной области и Агдамском районе Азербайджанской ССР были введены чрезвычайное положение и комендантский час. В том же месяце азербайджанское население было изгнано из Степанакерта, а армянское — из Шуши. В Армении Президиум Верховного Совета Армянской ССР принял решение о роспуске комитета «Карабах». Однако попытки партийных и государственных органов успокоить население не имеют эффекта. В Ереване и некоторых других городах Армении продолжаются призывы к организации забастовок, митингов, голодовок. 22 сентября была прекращена работа ряда предприятий и городского транспорта Еревана, Ленинакана, Абовяна, Чаренцавана, а также Эчмиадзинского района. В Ереване к обеспечению порядка на улицах наряду с органами милиции привлекаются войсковые подразделения.
В ноябре — декабре 1988 года в Азербайджане и Армении происходят массовые погромы, сопровождаемые насилием и убийствами мирного населения. По различным данным, на территории Армении погромы приводят к гибели от 20 до 30 азербайджанцев. По данным армянской стороны, в Армении в результате правонарушений на национальной почве за три года (с 1988 по 1990) погибло 26 азербайджанцев, в том числе с 27 ноября по 3 декабря 1988 года — 23, в 1989 году — один, в 1990 — двое. В то же время в столкновениях с азербайджанцами в Армении погибло 17 армян. В Азербайджане наиболее крупные армянские погромы происходят в Баку, Кировабаде, Шемахе, Шамхоре, Мингечауре, Нахичеванской АССР. В ряде городов Азербайджана и Армении вводится чрезвычайное положение. На это время приходится самый массовый поток беженцев — сотни тысяч человек с обеих сторон.
Зимой 1988—1989 года проводится депортация населения армянских сёл сельских районов АзССР — в том числе северной части Нагорного Карабаха (не вошедшей в НКАО) — горных и предгорных частей Ханларского, Дашкесанского, Шамхорского и Кедабекского районов, а также г. Кировабада (Гянджи). По завершении этих событий армянское население Азербайджанской ССР оказывается сконцентрировано в НКАО, Шаумяновском районе, четырёх сёлах Ханларского района (Чайкенд, Мартунашен, Азад и Камо) и в Баку (где оно в течение года сократилось примерно с 215 тыс. до 50 тыс. человек).

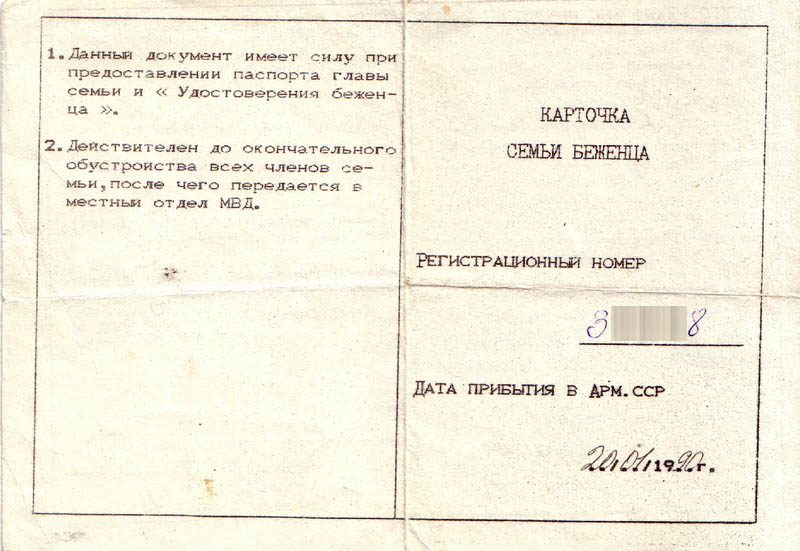
Обложка «Карточки семьи беженца» из Баку

В начале 1990 года в Шаумяновском и Ханларском районах (местах компактного проживания армян севернее Нагорно-Карабахской автономной области) происходили столкновения между армянами и азербайджанцами. На границе между Армянской ССР и Азербайджанской ССР начались бои с применением артиллерии.
13 января 1990 года начались погромы армян в Баку. По разным оценкам в результате этих погромов погибло 48 или 66 или, согласно журналисту Томасу де Ваалу, около 90 армян В результате погромов армян под защитой военных вывозили из Баку С утра 19 января 1990 года перед зданием ЦК Компартии Азербайджана проходил многотысячный митинг, участники которого требовали не вводить в действие Указ Президиума Верховного Совета СССР от 15 января о введении чрезвычайного положения в ряде районов Азербайджана и добивались отставки республиканского руководства. В 12 часов дня, по истечении срока ультиматума Народного фронта Азербайджана, его сторонники заняли здание телецентра и отключили канал центрального телевидения. В тот же день чрезвычайная сессия Верховного Совета Нахичеванской АССР приняла постановление о выходе Нахичеванской АССР из Союза ССР и объявлении независимости. К этому времени Народный фронт уже де-факто контролировал ряд регионов Азербайджана.
В ночь с 19 на 20 января 1990 года советская армия штурмовала Баку, руководствуясь указом о вводе в городе чрезвычайного положения, которое было объявлено несколько часов спустя. Официально утверждалось, что цель ввода войск в Баку — спасение армянского населения, но в реальности целью был разгром Народного Фронта и спасение власти КПСС в Азербайджане. В результате штурма города войсками погибло 134 и было ранено более 700 мирных жителей.

#### Прибалтика
Национальное движение в Прибалтике началось с выступлений экологического характера. Например, в Латвийской ССР в результате деятельности Клуба экологической защиты удалось остановить строительство дамбы в 1986 году и Рижского метро в 1988 году. В 1989 году число членов Клуба достигло 35 тыс. и им были организованы демонстрации против загрязнения Балтийского моря.

В Эстонской ССР 23 августа 1987 года в таллинском парке Хирве в ознаменование очередной годовщины подписания пакта Молотова — Риббентропа собралось около двух тысяч сторонников независимости Эстонии. В тот же день аналогичные митинги состоялись в Риге (около 7 тыс. участников) и в Вильнюсе (от 500 до 1 тыс. пришедших).

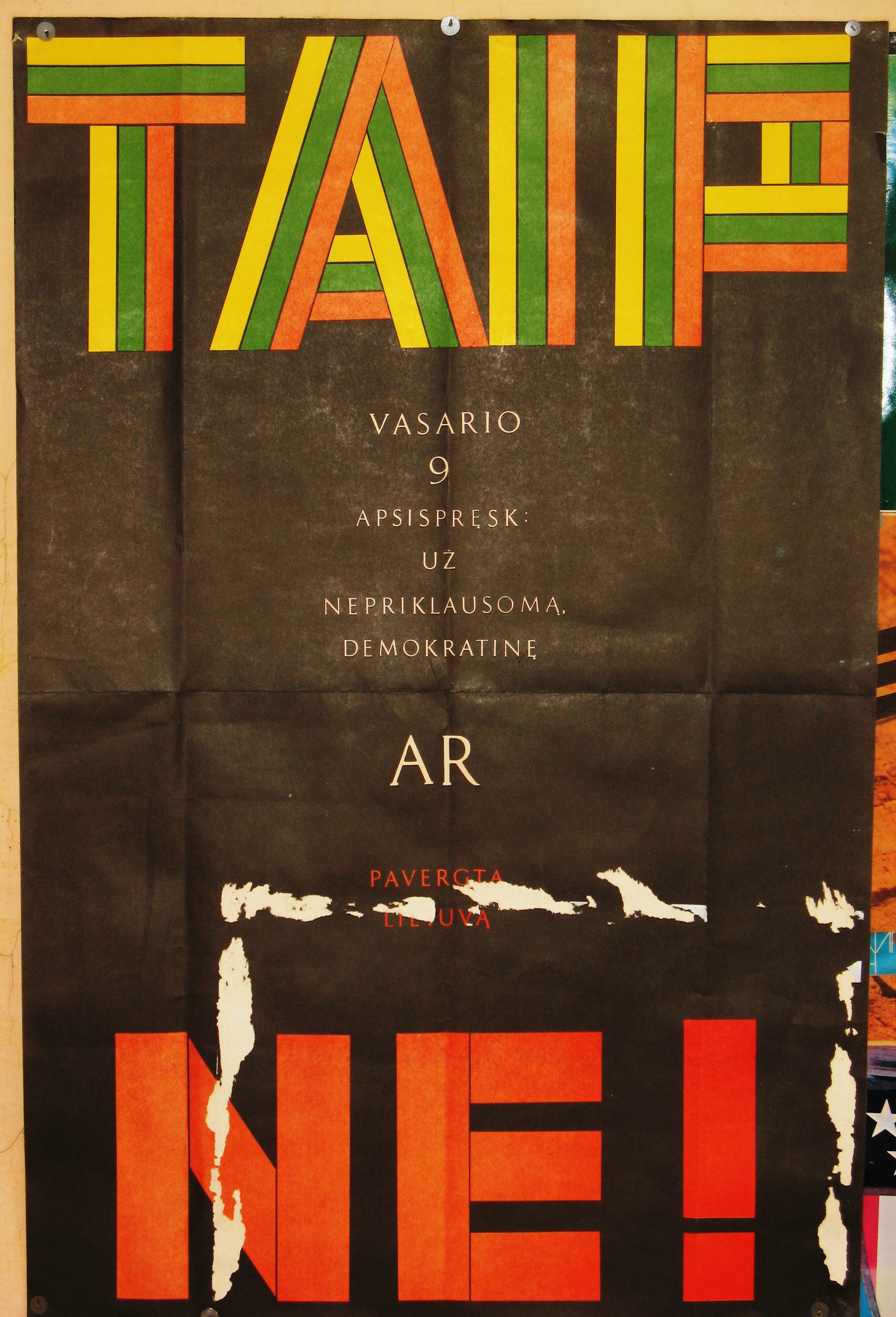
Литовский плакат Саюдиса 1990 года: ДА (TAIP) — «демократической» Литве (в цвете флага Литвы), НЕТ (NE) — «тюрьме» СССР (в цвете флага СССР)

26 сентября 1987 года в газете тартуского городского комитета Коммунистической партии Эстонии «Edasi» («Вперёд») было опубликовано предложение об экономической автономии Эстонии в составе СССР, получившее значительную поддержку в обществе. Была разработана соответствующая программа, получившая название Экономически независимая Эстония (эст. Isemajandav Eesti, сокращённо IME (ЧУДО)).
13 апреля 1988 года в ходе телевизионного ток-шоу Эдгар Сависаар предложил создать Народный фронт (эст. Rahvarinne) — общественно-политическое движение, которое должно было способствовать целям горбачёвской перестройки. Такой Народный фронт был создан.

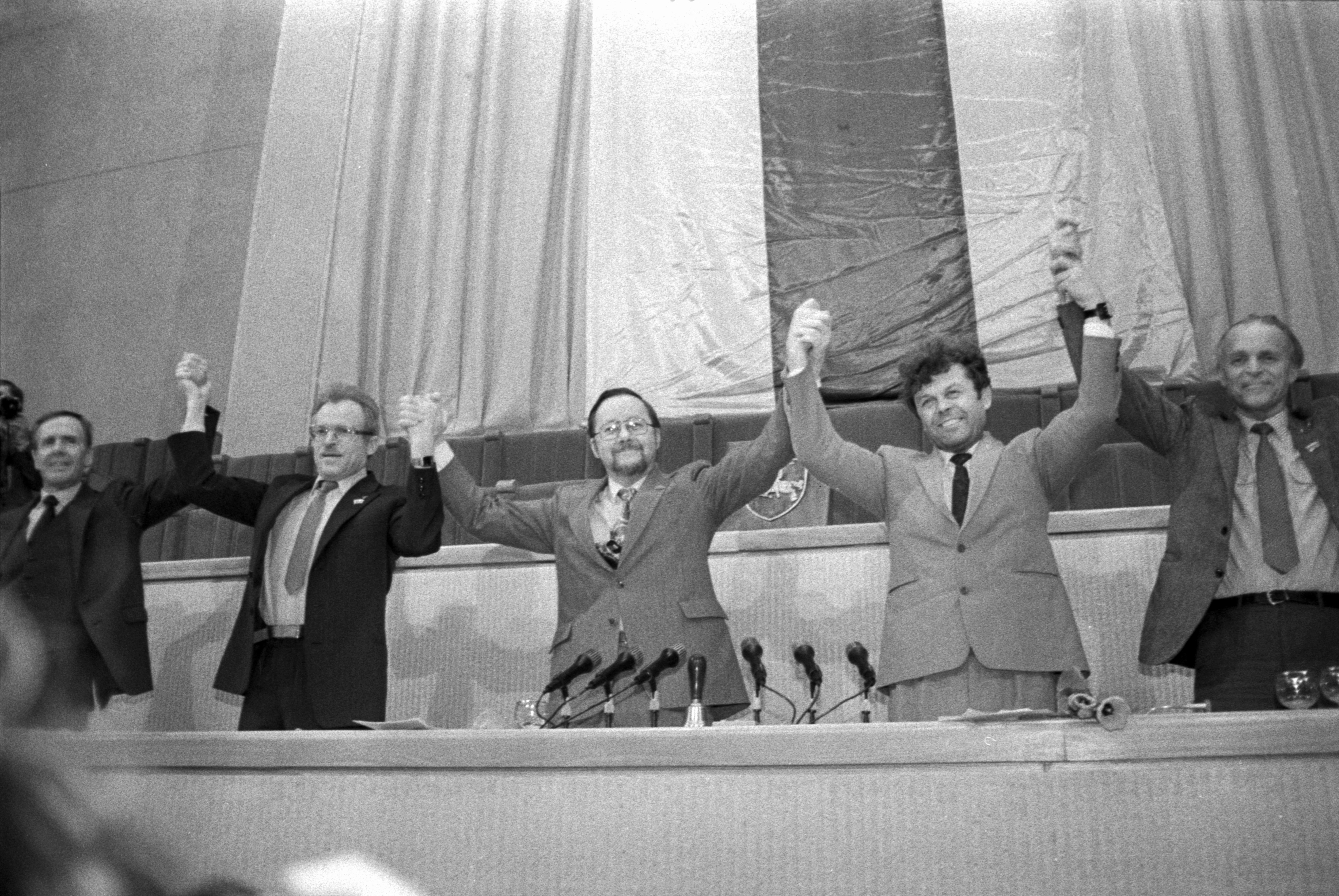
Лидеры Верховного Совета Литовской ССР после провозглашения независимости Литвы, 11 марта 1990 г.

3 июня 1988 года в Литовской ССР было создано «Литовское движение за перестройку», ставшее известным как Саюдис.
10—14 июня 1988 года свыше ста тысяч человек побывали на Певческом поле Таллина. События июня — сентября 1988 года вошли в историю как «Поющая революция».
17 июня 1988 года делегация Коммунистической партии Эстонии на XIX партконференции КПСС внесла предложение о передаче дополнительных полномочий во всех сферах общественной, политической и экономической жизни республиканским органам власти.
11 сентября 1988 года на Певческом поле в Таллине прошло музыкально-политическое мероприятие «Песнь Эстонии», на котором собралось около 300 000 эстонцев, то есть около трети от численности эстонского народа. В ходе мероприятия был публично озвучен призыв к независимости Эстонии.
8—9 октября 1988 года Народный фронт Латвии был создан и в Латвийской ССР, а весной 1989 года в его рядах было уже 230 тыс. человек.
16 ноября 1988 года Верховный Совет Эстонской ССР принял Декларацию о государственном суверенитете Эстонской ССР, которая провозглашала верховенство эстонских законов над законами СССР. 26 мая и 28 июля 1989 года аналогичные акты были приняты в Литовской и Латвийской ССР.
На выборах в Верховный Совет Литовской ССР 24 февраля 1990 года (дополнительные голосования в отдельных округах 4 марта и 10 марта) кандидаты Саюдиса получили 101 мандат из 141. Другие кандидаты разделяли с ними стратегическую цель, отличаясь лишь склонностью к более умеренной тактике. На первом заседании вновь избранного Верховного совета 11 марта 1990 года были приняты Акт о восстановлении независимого Литовского государства и закон о восстановлении действия Конституции 1938 года. Председателем Верховного совета Литовской ССР был избран лидер Саюдиса Витаутас Ландсбергис.
На выборах в Верховный Совет Эстонской ССР 18 марта 1990 года победил Народный фронт Эстонии, на выборах в Верховный Совет Латвийской ССР в тот же день победил Народный фронт Латвии. 30 марта 1990 года в Эстонии и 4 мая того же года в Латвии также были приняты законы о восстановлении независимых государств.

В ответ на провозглашение независимости власти СССР 18 апреля 1990 года начали экономическую блокаду Литвы и прекратили поставки нефти и газа в эту республику. В конце июня 1990 года власти Литвы объявили стодневный мораторий на «Акт о независимости», но договориться с союзными властями им так и не удалось. 

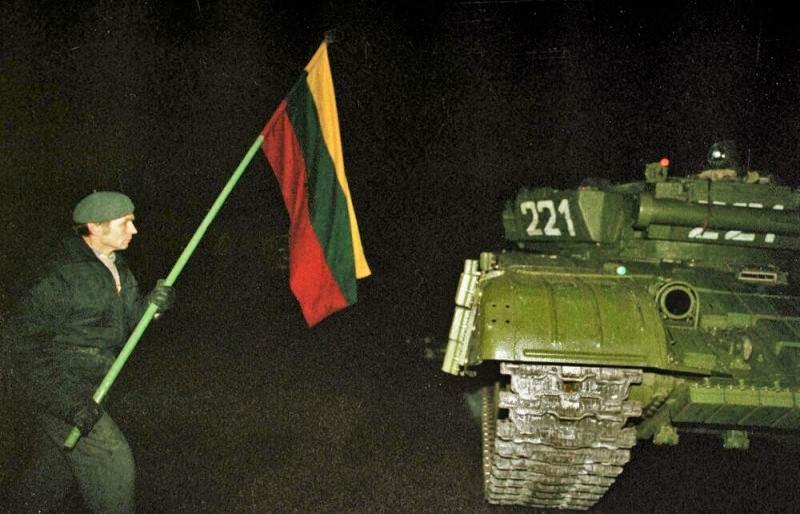
Человек с литовским флагом перед советским танком, 13 января 1991

Апогея противостояние достигло в январе 1991 года. 8 января участники несанкционированного митинга просоветской коммунистической организации «Единство» предприняли попытку прорваться в здание Верховного Совета Литвы. В выступлении по радио и телевидению председатель Верховного Совета Витаутас Ландсбергис призвал сторонников независимости не допустить захвата парламента, правительственных зданий и важнейших объектов инфраструктуры. 8 января 1991 года, после возвращения из Москвы, премьер-министр Литвы Казимира Прунскене объявила о своей отставке и отставке правительства в полном составе. Одновременно 8-9 января в Литву были переброшены бойцы спецподразделения «Альфа», Псковской дивизии ВДВ и других частей. 10 января Горбачёв потребовал отмены антиконституционных актов и восстановления действия советской Конституции. Из-за агрессивных действий советских войск и связанных с этим неожиданно сложившихся обстоятельств, его правительство работало только три дня. В течение дня 11 января советскими частями были заняты Дом печати в Вильнюсе, ретрансляционный телевизионный узел в Неменчине, другие общественные здания в Вильнюсе, Алитусе, Шяуляе. В тот же день на пресс-конференции в ЦК КПЛ Юозас Ермалавичюс объявил о создании Комитета национального спасения Литовской ССР, который объявлялся единственным легитимным органом власти в Литве. В ночь с 12 на 13 января одна колонна советской бронетехники направилась в центр Вильнюса, другая — к телевизионной башне. 13 января 1991 года при штурме советскими солдатами телевизионной башни погибло 14 безоружных человек, свыше 600 было ранено. Атака на парламент не состоялась.
20 января 1991 года Рижский ОМОН захватил здание МВД Латвии, при этом в результате интенсивной стрельбы в центре города 10 человек было ранено, 5 — убито.
Освещение событий средствами массовой информации, реакция глав государств и общественности, в том числе в СССР, сделали невозможными дальнейшие попытки силой восстановить контроль властей СССР в Прибалтике.

#### Грузия
С апреля 1989 года в Тбилиси ежедневно проходили митинги с требованиями восстановления независимости Грузии. Ранним утром 9 апреля 1989 года части внутренних войск и Советской Армии разогнали многотысячный оппозиционный митинг у Дома правительства на Проспекте Руставели. При этом погиб 21 человек и пострадали 290.
18 марта 1989 года в селе Лыхны (древней столице абхазских князей) состоялся 30‑тысячный Сход абхазского народа, который выдвинул предложение о выходе Абхазской АССР из состава Грузии и восстановлении её в статусе союзной республики. 15‑16 июля 1989 года в Сухуми произошли кровавые столкновения между грузинами и абхазами, в результате которых погибло 16 человек. 25 августа 1990 года Верховный Совет Абхазской АССР принял Декларацию о суверенитете Абхазской АССР. Это привело к расколу между депутатами-абхазами и грузинской фракцией Верховного Совета, выступившей против декларации.
10 ноября 1989 года Совет народных депутатов Юго-Осетинской автономной области принял решение о преобразовании Юго-Осетинской АО в автономную республику в составе Грузинской ССР, что вызвало негативную реакцию со стороны Президиума Верховного Совета Грузинской ССР, который признал это решение незаконным. При попытке проведения в Цхинвали митинга произошло вооружённое столкновение участников акции, местных властей, милиции и осетинского населения, приведшее к гибели людей. Отношения между республикой и её автономией накалялись всё сильнее. 20 сентября 1990 года Совет народных депутатов ЮОАО провозгласил создание Юго-Осетинской Советской Демократической Республики. 10 декабря Верховный Совет Грузии принял решение об упразднении ЮОАО. На следующий день в Цхинвали произошло убийство трёх человек (двух грузин и бросившегося им на помощь милиционера-осетина), после чего грузинское руководство ввело в Цхинвали и Джавском районе чрезвычайное положение.
28 октября 1990 года на выборах в Верховный Совет Грузинской ССР победило движение Круглый стол—Свободная Грузия. Депутат от этого движения Звиад Гамсахурдия 14 ноября 1990 года был избран председателем Президиума Верховного Совета Грузинской ССР.
6 января 1991 года в Южной Осетии начались вооружённые столкновения с грузинской милицией.
31 марта 1991 года в Грузии был проведен референдум о восстановлении государственного суверенитета. По всей Грузии в референдуме приняло участие 90,79 % избирателей, 99,08 % из которых проголосовали за восстановление государственного суверенитета Грузии. На основании итогов референдума Верховный совет Грузии 9 апреля 1991 года провозгласил Декларацию о восстановлении государственного суверенитета Республики Грузия. Одновременно была учреждена должность Президента Республики Грузия. 26 мая состоялись всеобщие президентские выборы, победу на которых одержал Звиад Гамсахурдия, набравший 87 % голосов.

#### Центральная Азия
Погромы турок-месхетинцев в 1989 году в Узбекистане более известны как Ферганские события. В начале мая 1990 года в узбекском городе Андижан произошёл погром армян и евреев.

## Оценка и методологические подходы к анализу перестройки
Марксистская теория общественно-экономических формаций, как она интерпретировалась в СССР, исходила из наличия универсальной схемы развития всех стран и народов, которая означала последовательную смену друг другом первобытно-общинной, рабовладельческой, феодальной, капиталистической, коммунистической формаций. При этом каждая последующая формация объявлялась более передовой, чем предшествующая.
События, происшедшие в СССР после 1985 года, привели к тому, что многие из тех, кто придерживался формационного подхода, отказались от него и обратились к поиску иных теоретических подходов к историческому процессу. Часть тех, кто остался верным этому марксистскому подходу (некоторые представители коммунистического и националистического лагеря, как например Сергей Георгиевич Кара-Мурза), оценили происшедшие исторические перемены как «противоестественные» и прибегают к объяснениям, призванным доказать «искусственный» характер краха социализма в СССР. Они усматривают причину произошедшего в происках США и «агентов влияния» США в самом СССР. Эта теория не охватывает всех общественных противоречий, чем нарушает принцип диалектического материализма, и может быть отнесена к теориям заговора из-за её неспособности признать реальные и глубинные причины событий.
По мнению многих представителей западной марксистской мысли, тот способ смены капиталистической формации социалистической, который реализовался в России в начале XX века, не соответствует учению Маркса и находится в вопиющем противоречии с ним. Ярким образцом подобной интерпретации могут служить труды американского социалиста Майкла Харрингтона. Он писал, что Маркс рассматривал переход от капиталистической формации к социалистической как возможный лишь при вызревании всех материальных и духовных предпосылок для этого. Но Октябрьская революция 1917 года в России грубо нарушила этот основополагающий постулат марксизма, и итог был печален: «социализация бедности могла утвердить только новую форму бедности». Вместо преодоления отчуждения трудящихся от средств собственности, политической власти, духовных ценностей восторжествовавший в России режим насаждал новые формы отчуждения, и поэтому Харрингтон определял его как «антисоциалистический социализм». Из этих оценок делается вывод о том, что крах социализма в СССР является последствием попытки перепрыгнуть исторические этапы смены капитализма социализмом, и постсоветские страны должны пройти те этапы «дозревания» до социализма, которые большевики попытались миновать.

Более того, такой видный марксистский теоретик, как Карл Каутский, ещё в 1918 г. в связи с революцией в России писал:

Строго говоря, конечная цель для нас не социализм, а уничтожение всякого вида эксплуатации и угнетения, всё равно класса ли, пола или расы… В этой борьбе мы ставим социалистический способ производства нашей целью потому, что при современных технических и экономических условиях он является наилучшим средством достижения нашей цели. Если бы нам доказали, что мы ошибаемся и что освобождение пролетариата и человечества достигается вообще и даже целесообразнее на основе частной собственности на средства производства, как думал уже Прудон, тогда мы отбросили бы социализм, отнюдь не отбрасывая нашей конечной цели. Более того, мы должны были бы сделать это в интересах её. Демократия и социализм различаются не тем, что первая — средство, а второй — цель; оба они средство для одной и той же цели.
Идеологи неотроцкистской британской Социалистической рабочей партии, определявшие социальный строй в СССР как государственный капитализм, в начале 1990-х годов заявляли, что «переход от государственного капитализма к капитализму международному — это ни шаг назад, ни шаг вперёд; это — шаг в сторону. Изменение знаменует всего лишь переход от одной формы эксплуатации к другой рабочего класса в целом». Характеризуют советский строй как государственный капитализм и отдельные российские учёные.
Сторонники теории модернизации обращают внимание на то, что советские лидеры невольно признавали западную цивилизацию самой передовой хотя бы в технологическом и экономическом отношении, и поэтому СССР пытался копировать западные технологические и организационные образцы. В ходе же перестройки выяснилось, что возможности реформироваться и обеспечить поступательное развитие на социалистической основе для СССР исчерпаны, и в результате возникла необходимость позаимствовать капиталистические механизмы, а также демократическое устройство государства.
Китайский реформатор Дэн Сяопин, по воспоминаниям его сына, считал Горбачева «идиотом» по той причине, что тот поставил политическую реформу впереди экономической, однако понятна и логика Горбачёва, который знал, с каким сопротивлением консервативных сил может столкнуться экономическая реорганизация и надеялся преодолеть его с помощью общественного мнения, настроенного на реформы.

## Версии о мотивах инициаторов Перестройки
Некоторые исследователи утверждают, что перестройка стала способом захвата собственности советской элитой (номенклатурой), которая была больше заинтересована в «приватизации» огромного достояния государства в 1991 году, чем в его сохранении.
Утверждается, что ещё в хрущёвские времена часть партийной элиты взяла курс на изменение советского строя с целью превратиться из управленцев во владельцев государственной собственности.
В подтверждение этого приводится следующая статистика:
|                                 | Окружение президента | Лидеры партий | Региональная «элита» | Правительство | Бизнес-«элита» |
| Всего из советской номенклатуры | 75,5                 | 57,1          | 82,3                 | 74,3          | 61,0           |
| в том числе:                    |                      |               |                      |               |                |
| партийной                       | 21,2                 | 65,0          | 17,8                 | 0             | 13,1           |
| комсомольской                   | 0                    | 5,0           | 1,8                  | 0             | 37,7           |
| советской                       | 63,6                 | 25,0          | 78,6                 | 26,9          | 3,3            |
| хозяйственной                   | 9,1                  | 5,0           | 0                    | 42,3          | 37,7           |
| другой                          | 6,1                  | 10,0          | 0                    | 30,8          | 8,2            |

Также есть теория о том, что перестройка — это «бунт» сорокалетних партийных работников, которым надоело засилье «стариков». Эта теория обосновывается в книге социолога Михаила Анипкина «Партработник». На примере партийной биографии своего отца — Александра Михайловича Анипкина (первого секретаря Волгоградского обкома КПСС, народного депутата РСФСР 1990—1993 гг) — автор развивает идею о поколенческом кризисе в КПСС, который стал проявляться с середины 1970-х годов, что выражалось в отсутствии естественной ротации поколений в руководящих структурах партии, начиная с уровня обкома. Именно этот поколенческий кризис, по мнению Михаила Анипкина, являлся одной из глубинных причин перестройки.

## Телепередачи
- Прожектор перестройки

## Отражение в произведениях культуры и искусства
Слово Perestroika (без перевода, в английской транскрипции, как ранее Sputnik) вошло в лексикон на Западе, стало популярным и широко применялось в различных произведениях.

### Фильмы
- д/ф «Легко ли быть молодым?» (фильм, 1986)
- х/ф «Молодой человек из хорошей семьи» (1989)
- х/ф «Торможение в небесах» (1989)
- х/ф «Князь Удача Андреевич» (1989)
- д/ф «Мы» (1989)
- д/ф «Так жить нельзя» (1990)
- х/ф «Наутилус» (1990)
- х/ф «…По прозвищу „Зверь“» (1990)
- х/ф «Секс и перестройка» (1990)

### Песни
- Кино — Хочу перемен!
- Scorpions — «Wind of Change»
- Михаил Звездинский — «Перестройка»
- Андрей Макаревич («Машина времени») — «У свободы не детское злое лицо», «В круге света», «Ветер надежды», «Бурьян породил бурьян», «Я хочу знать», «Аэрофлотовская».
- Гражданская оборона — «Всё идёт по плану»
- Никита Джигурда — «Перестройка», «Прожектор перестройки», «Гласность»
- Комбинация — «Перестройка»
- Олег Митяев — Хроники перестройки
- Суровый февраль — Перестройка
- Игорь Тальков — Стоп! Думаю себе, Метаморфоза, КПСС, Полугласность.
- Ласковый май — Дядя Миша
- Garbo — Perestroika
- Trash-X — Perestroika

### Игры
- «Perestroika» (игра, 1990)

### Книги
Русский философ-эмигрант Александр Зиновьев в 1990-х годах написал книгу «Катастройка», в которой описал процесс крушения СССР.

### Пьесы
- Ангелы в Америке — пьеса состоит из двух частей: «Миллениум приближается» и «Перестройка».